# Élections municipales de 2020 dans les Côtes-d'Armor
Des élections municipales dans les Côtes-d'Armor étaient prévues les 15 et 22 mars 2020. Comme dans le reste de la France, le report du second tour est annoncé en pleine crise sanitaire liée à la propagation du coronavirus (COVID-19), de même que l'élection des maires et adjoints des communes dont le conseil municipal est au complet après le premier tour. 
Un décret publié au JORF du 15 mai 2020 a fixé la tenue des conseils municipaux d'installation, dans les communes pourvues au premier tour, entre les 23 et 28 mai 2020 tandis que le second tour est reporté au 28 juin 2020.

## Maires sortants et maires élus
Le scrutin est marqué par une grande stabilité politique, la gauche échouant à reconquérir les villes perdues lors du scrutin précédent à Hillion, Plancoët, Plédran, Plémet, Ploubezre, Pordic et Quintin. La gauche se console avec des victoires à Paimpol, Rostrenen et surtout Saint-Brieuc - la principale ville du département. La droite continue toutefois sa progression dans les petites villes en emportant Langueux, Saint-Cast-le-Guildo et Trébeurden. On notera la réélection des deux maires sortants du parti présidentiel La République en marche, à Louannec et Loudéac.
| Commune               | Population | Maire sortant             | Parti | Parti   | Maire élu              | Parti | Parti   |
| --------------------- | ---------- | ------------------------- | ----- | ------- | ---------------------- | ----- | ------- |
| Beaussais-sur-Mer     | 3 556      | Eugène Caro               |       | DVD     | Eugène Caro            |       | DVD     |
| Bégard                | 4 808      | Vincent Clec'h            |       | PS      | Vincent Clec'h         |       | PS      |
| Binic-Étables-sur-Mer | 7 068      | Christian Urvoy           |       | PS      | Paul Chauvin           |       | DVG     |
| Broons                | 2 886      | Denis Laguitton           |       | DVD     | Denis Laguitton        |       | DVD     |
| Châtelaudren-Plouagat | 3 868      | Olivier Boissière         |       | DVG     | Olivier Boissière      |       | DVG     |
| Dinan                 | 14 166     | Didier Lechien            |       | UDI     | Didier Lechien         |       | UDI     |
| Erquy                 | 3 910      | Christiane Guervilly      |       | LR      | Henri Labbé            |       | DVC     |
| Grâces                | 2 528      | Yannick Le Goff           |       | PS      | Yannick Le Goff        |       | PS      |
| Guingamp              | 6 895      | Philippe Le Goff          |       | PS      | Philippe Le Goff       |       | PS      |
| Hillion               | 4 137      | Mickaël Cosson            |       | DVD     | Mickaël Cosson         |       | DVD     |
| La Roche-Jaudy        | 2 688      | Jean-Louis Even           |       | PS      | Jean-Louis Even        |       | PS      |
| Lamballe-Armor        | 16 578     | Loïc Cauret               |       | PS      | Philippe Hercouët      |       | PS      |
| Langueux              | 7 692      | Thérèse Jousseaume        |       | PS      | Richard Haas           |       | UDI     |
| Lannion               | 19 880     | Paul Le Bihan             |       | PS      | Paul Le Bihan          |       | PS      |
| Lanvallay             | 4 187      | Bruno Ricard              |       | DVG     | Bruno Ricard           |       | DVG     |
| Le Mené               | 6 417      | Jacky Aignel              |       | PS      | Gérard Daboudet        |       | DVG     |
| Louannec              | 3 068      | Gervais Egault            |       | LREM    | Gervais Egault         |       | LREM    |
| Loudéac               | 9 571      | Bruno Le Bescaut          |       | LREM    | Bruno Le Bescaut       |       | LREM    |
| Merdrignac            | 2 930      | Éric Robin                |       | DVD     | Éric Robin             |       | DVD     |
| Pabu                  | 2 760      | Pierre Salliou            |       | DVD     | Pierre Salliou         |       | DVD     |
| Paimpol               | 7 172      | Jean-Yves de Chaisemartin |       | UDI     | Fanny Chappé           |       | PS      |
| Penvénan              | 2 538      | Michel Deniau             |       | DVD     | Denise Prud'homm       |       | DVD     |
| Perros-Guirec         | 7 139      | Erven Léon                |       | DVD     | Erven Léon             |       | DVD     |
| Plaintel              | 4 344      | Joseph Le Vée             |       | DVD     | Vincent Alleno         |       | DVD     |
| Plancoët              | 3 013      | Patrick Barraux           |       | LR      | Patrick Barraux        |       | LR      |
| Plédran               | 6 666      | Stéphane Briend           |       | DVD     | Stéphane Briend        |       | DVD     |
| Plélo                 | 3 289      | Patrick Lopin             |       | PS      | Jérémy Meuro           |       | DVG     |
| Plémet                | 3 649      | Romain Boutron            |       | LR      | Romain Boutron         |       | LR      |
| Pléneuf-Val-André     | 4 073      | Jean-Yves Lebas           |       | LR      | Pierre-Alexis Blévin   |       | SE      |
| Plérin                | 14 062     | Ronan Kerdraon            |       | PS      | Ronan Kerdraon         |       | PS      |
| Pleslin-Trigavou      | 3 627      | Jean-Paul Leroy           |       | PS      | Thierry Orveillon      |       | PS      |
| Plestin-les-Grèves    | 3 591      | Christian Jeffroy         |       | PS      | Christian Jeffroy      |       | PS      |
| Pleudihen-sur-Rance   | 2 909      | David Boixière            |       | LR      | David Boixière         |       | LR      |
| Pleumeur-Bodou        | 3 925      | Pierre Terrien            |       | DVD     | Pierre Terrien         |       | DVD     |
| Plœuc-L'Hermitage     | 4 062      | Thibaut Guignard          |       | LR      | Thibaut Guignard       |       | LR      |
| Ploubazlanec          | 3 129      | Danielle Brézellec        |       | DVG     | Jean-Pierre Le Normand |       | DVG     |
| Ploubezre             | 3 600      | Brigitte Gourhant         |       | DVD     | Brigitte Gourhant      |       | DVD     |
| Plouër-sur-Rance      | 3 531      | Serge Simon               |       | DVG     | Yann Godet             |       | DVG     |
| Plouézec              | 3 182      | Jacques Mangold           |       | EÉLV    | Jacques Mangold        |       | EÉLV    |
| Ploufragan            | 11 546     | Rémy Moulin               |       | PCF     | Rémy Moulin            |       | PCF     |
| Plouha                | 4 503      | Philippe Delsol           |       | PS      | Philippe Delsol        |       | PS      |
| Ploumagoar            | 5 434      | Bernard Hamon             |       | DVG     | Yannick Echevest       |       | DVG     |
| Plourhan              | 2 020      | Loïc Raoult               |       | DVG     | Loïc Raoult            |       | DVG     |
| Pordic                | 7 167      | Maurice Battas            |       | DVD     | Joël Batard            |       | DVD     |
| Quessoy               | 3 786      | Jean-Luc Gouyette         |       | DVG     | Jean-Luc Gouyette      |       | DVG     |
| Quévert               | 3 749      | Marie-Odile Fauche        |       | DVG     | Philippe Landuré       |       | PS      |
| Quintin               | 2 838      | Mireille Airault          |       | DVD     | Nicolas Carro          |       | DVD     |
| Rostrenen             | 3 060      | Jean-Paul Le Boëdec       |       | DVD     | Guillaume Robic        |       | EÉLV    |
| Saint-Brieuc          | 44 372     | Marie-Claire Diouron      |       | UDI     | Hervé Guihard          |       | PP      |
| Saint-Cast-le-Guildo  | 3 315      | Josiane Allory            |       | PS      | Marie-Madeleine Michel |       | DVD     |
| Saint-Quay-Portrieux  | 2 997      | Thierry Simelière         |       | UDI     | Thierry Simelière      |       | UDI     |
| Trébeurden            | 3 637      | Alain Faivre              |       | PS      | Bénédicte Boiron       |       | DVD     |
| Trégueux              | 8 432      | Christine Métois          |       | app. PS | Christine Métois       |       | app. PS |
| Trélivan              | 2 782      | Claude Le Borgne          |       | PCF     | Suzanne Lebreton       |       | PCF     |
| Yffiniac              | 5 010      | Michel Hinault            |       | PS      | Denis Hamayon          |       | PS      |

### Résultats en nombre de maires
| Partis               | Partis                               | Maires sortants | Maires élus | Évolution       |
| -------------------- | ------------------------------------ | --------------- | ----------- | --------------- |
|                      | Parti socialiste et apparentés       | 18              | 14          | 4               |
|                      | Divers gauche                        | 7               | 9           | 2               |
|                      | Parti communiste français            | 2               | 2           | en stagnation   |
|                      | Europe Écologie Les Verts            | 1               | 2           | 1               |
| Total gauche         | Total gauche                         | 28              | 28          | en stagnation   |
|                      | Divers droite                        | 14              | 15          | 1               |
|                      | Les Républicains                     | 6               | 4           | 2               |
|                      | Union des démocrates et indépendants | 4               | 3           | en diminution   |
| Total droite         | Total droite                         | 24              | 22          | en diminution   |
|                      | La République en marche              | 2               | 2           | en stagnation   |
|                      | Divers centre                        | 0               | 1           | en augmentation |
| Total centre         | Total centre                         | 2               | 3           | en augmentation |
|                      | Sans étiquette                       | 0               | 1           | en augmentation |
| Total sans étiquette | Total sans étiquette                 | 0               | 1           | en augmentation |
| Total                | Total                                | 54              | 54          | -               |

## Résultats dans les communes de plus de2 500 habitants

### Beaussais-sur-Mer
- Maire sortant : Eugène Caro (DVD)
- 29 sièges à pourvoir au conseil municipal (population légale 2017 : 3 556 habitants)
- 5 sièges à pourvoir au conseil communautaire (CA Dinan Agglomération)

| Tête de liste                        | Tête de liste            | Liste                    | Premier tour | Premier tour | Sièges | Sièges |
| Tête de liste                        | Tête de liste            | Liste                    | Voix         | %            | CM     | CC     |
| ------------------------------------ | ------------------------ | ------------------------ | ------------ | ------------ | ------ | ------ |
|                                      | Eugène Caro,             | DVD                      | 936          | 100,00       | 29     | 5      |
| Beaussais-sur-Mer Énergies positives |                          |                          | 936          | 100,00       | 29     | 5      |
|                                      |                          |                          |              |              |        |        |
| Votes valides                        | Votes valides            | Votes valides            | 936          | 80,00        |        |        |
| Votes blancs                         | Votes blancs             | Votes blancs             | 113          | 9,66         |        |        |
| Votes nuls                           | Votes nuls               | Votes nuls               | 121          | 10,34        |        |        |
| Total                                | Total                    | Total                    | 1 170        | 100          | 29     | 5      |
| Abstention                           | Abstention               | Abstention               | 1 756        | 60,01        |        |        |
| Inscrits / participation             | Inscrits / participation | Inscrits / participation | 2 926        | 39,99        |        |        |

### Bégard
- Maire sortant : Vincent Clec'h (PS)
- 27 sièges à pourvoir au conseil municipal (population légale 2017 : 4 808 habitants)
- 4 sièges à pourvoir au conseil communautaire (CA Guingamp-Paimpol Agglomération)

| Tête de liste                      | Tête de liste            | Liste                    | Premier tour | Premier tour | Second tour | Second tour | Sièges | Sièges |
| Tête de liste                      | Tête de liste            | Liste                    | Voix         | %            | Voix        | %           | CM     | CC     |
| ---------------------------------- | ------------------------ | ------------------------ | ------------ | ------------ | ----------- | ----------- | ------ | ------ |
|                                    | Vincent Clec'h,          | PS                       | 891          | 44,00        | 854         | 42,27       | 20     | 3      |
| Bégard, un nouvel horizon à gauche |                          |                          | 891          | 44,00        | 854         | 42,27       | 20     | 3      |
|                                    | Gildas Hervé             | DVD                      | 577          | 28,49        | 663         | 32,82       | 4      | 1      |
| Il est temps… Arri eo poent        |                          |                          | 577          | 28,49        | 663         | 32,82       | 4      | 1      |
|                                    | Cinderella Bernard       | PCF                      | 557          | 27,50        | 503         | 24,90       | 3      | 0      |
| Bégard à gauche avec vous          |                          |                          | 557          | 27,50        | 503         | 24,90       | 3      | 0      |
|                                    |                          |                          |              |              |             |             |        |        |
| Votes valides                      | Votes valides            | Votes valides            | 2 025        | 98,40        | 2 020       | 98,44       |        |        |
| Votes blancs                       | Votes blancs             | Votes blancs             | 14           | 0,68         | 11          | 0,54        |        |        |
| Votes nuls                         | Votes nuls               | Votes nuls               | 19           | 0,92         | 21          | 1,02        |        |        |
| Total                              | Total                    | Total                    | 2 058        | 100          | 2 052       | 100         | 27     | 4      |
| Abstention                         | Abstention               | Abstention               | 1 668        | 44,77        | 1 674       | 44,93       |        |        |
| Inscrits / participation           | Inscrits / participation | Inscrits / participation | 3 726        | 55,23        | 3 726       | 54,21       |        |        |

### Binic-Étables-sur-Mer
- Maire sortant : Christian Urvoy (PS), ne se représente pas[9]
- 33 sièges à pourvoir au conseil municipal (population légale 2017 : 7 068 habitants)
- 3 sièges à pourvoir au conseil communautaire (CA Saint-Brieuc Armor Agglomération)

| Tête de liste                         | Tête de liste            | Liste                    | Premier tour | Premier tour | Second tour | Second tour | Sièges | Sièges |
| Tête de liste                         | Tête de liste            | Liste                    | Voix         | %            | Voix        | %           | CM     | CC     |
| ------------------------------------- | ------------------------ | ------------------------ | ------------ | ------------ | ----------- | ----------- | ------ | ------ |
|                                       | Paul Chauvin             | DVG                      | 1 177        | 39,11        | 1 491       | 44,70       | 24     | 2      |
| Transition citoyenne                  |                          |                          | 1 177        | 39,11        | 1 491       | 44,70       | 24     | 2      |
|                                       | Laurent Honoré           | PS                       | 1 039        | 34,52        | 1 253       | 37,57       | 6      | 1      |
| Binic-Étables-sur-Mer Terres d’avenir |                          |                          | 1 039        | 34,52        | 1 253       | 37,57       | 6      | 1      |
|                                       | Michel Léger             | DVD                      | 793          | 26,35        | 591         | 17,72       | 3      | 0      |
| Ambition et sérénité                  |                          |                          | 793          | 26,35        | 591         | 17,72       | 3      | 0      |
|                                       |                          |                          |              |              |             |             |        |        |
| Votes valides                         | Votes valides            | Votes valides            | 3 009        | 97,69        | 3 335       | 97,80       |        |        |
| Votes blancs                          | Votes blancs             | Votes blancs             | 32           | 1,04         | 36          | 1,06        |        |        |
| Votes nuls                            | Votes nuls               | Votes nuls               | 39           | 1,27         | 39          | 1,14        |        |        |
| Total                                 | Total                    | Total                    | 3 080        | 100          | 3 410       | 100         | 33     | 3      |
| Abstention                            | Abstention               | Abstention               | 3 155        | 50,60        | 2 829       | 45,34       |        |        |
| Inscrits / participation              | Inscrits / participation | Inscrits / participation | 6 235        | 49,40        | 6 239       | 54,66       |        |        |

### Broons
- Maire sortant : Denis Laguitton (DVD)
- 23 sièges à pourvoir au conseil municipal (population légale 2017 : 2 886 habitants)
- 2 sièges à pourvoir au conseil communautaire (CA Dinan Agglomération)

|                             | Denis Laguitton, | DVD            | 679   | 100,00 | 23 | 2 |  |  |
| Énergie commune pour Broons |                  |                | 679   | 100,00 | 23 | 2 |  |  |
|                             |                  |                |       |        |    |   |  |  |
| Inscrits                    | Inscrits         | Inscrits       | 2 014 |        |    |   |  |  |
| Abstentions                 | Abstentions      | Abstentions    | 1 164 | 57,80  |    |   |  |  |
| Votants                     | Votants          | Votants        | 850   | 42,20  |    |   |  |  |
| Blancs et nuls              | Blancs et nuls   | Blancs et nuls | 171   | 20,12  |    |   |  |  |
| Exprimés                    | Exprimés         | Exprimés       | 679   | 79,88  |    |   |  |  |

### Châtelaudren-Plouagat
- Maire sortant : Olivier Boissière (DVG)
- 29 sièges à pourvoir au conseil municipal (population légale 2017 : 3 844 habitants)
- 6 sièges à pourvoir au conseil communautaire (CC Leff Armor Communauté)

|                                          | Olivier Boissière, | DVG            | 794   | 100,00 | 29 | 6 |  |  |
| Châtelaudren-Plouagat : un projet commun |                    |                | 794   | 100,00 | 29 | 6 |  |  |
|                                          |                    |                |       |        |    |   |  |  |
| Inscrits                                 | Inscrits           | Inscrits       | 2 567 |        |    |   |  |  |
| Abstentions                              | Abstentions        | Abstentions    | 1 582 | 61,63  |    |   |  |  |
| Votants                                  | Votants            | Votants        | 985   | 38,37  |    |   |  |  |
| Blancs et nuls                           | Blancs et nuls     | Blancs et nuls | 192   | 19,39  |    |   |  |  |
| Exprimés                                 | Exprimés           | Exprimés       | 794   | 80,61  |    |   |  |  |

### Dinan
- Maire sortant : Didier Lechien  (UDI)
- 35 sièges à pourvoir au conseil municipal (population légale 2017 : 14 166 habitants)
- 12 sièges à pourvoir au conseil communautaire (CA Dinan Agglomération)

|                            |                  |                    |              |              |        |        |  |  |  |
| Tête de liste              | Tête de liste    | Liste              | Premier tour | Premier tour | Sièges | Sièges |  |  |  |
| Tête de liste              | Tête de liste    | Liste              | Voix         | %            | CM     | CC     |  |  |  |
|                            | Didier Lechien,  | UDI-LREM-LR        | 2 832        | 65,99        | 30     | 10     |  |  |  |
| Dinan-Léhon à cœur battant |                  |                    | 2 832        | 65,99        | 30     | 10     |  |  |  |
|                            | Michel Forget    | EÉLV-PCF-FI-PS-G.s | 1 168        | 27,21        | 4      | 2      |  |  |  |
| Dinan Diver'Cité           |                  |                    | 1 168        | 27,21        | 4      | 2      |  |  |  |
|                            | Gérard de Mellon | RN-PCD             | 291          | 6,78         | 1      |        |  |  |  |
| Rassemblement pour Dinan   |                  |                    | 291          | 6,78         | 1      |        |  |  |  |
|                            |                  |                    |              |              |        |        |  |  |  |
| Inscrits                   | Inscrits         | Inscrits           | 10 322       |              |        |        |  |  |  |
| Abstentions                | Abstentions      | Abstentions        | 5 917        | 57,32        |        |        |  |  |  |
| Votants                    | Votants          | Votants            | 4 405        | 42,68        |        |        |  |  |  |
| Blancs et nuls             | Blancs et nuls   | Blancs et nuls     | 114          | 2,59         |        |        |  |  |  |
| Exprimés                   | Exprimés         | Exprimés           | 4 291        | 97,41        |        |        |  |  |  |

### Erquy
- Maire sortante : Christiane Guervilly (LR)
- 27 sièges à pourvoir au conseil municipal (population légale 2017 : 3 910 habitants)
- 3 sièges à pourvoir au conseil communautaire (CA Lamballe Terre et Mer)

| Tête de liste                              | Tête de liste            | Liste                    | Premier tour | Premier tour | Second tour | Second tour | Sièges  | Sièges  |
| Tête de liste                              | Tête de liste            | Liste                    | Voix         | %            | Voix        | %           | CM      | CC      |
| ------------------------------------------ | ------------------------ | ------------------------ | ------------ | ------------ | ----------- | ----------- | ------- | ------- |
|                                            | Henri Labbé              | DVC                      | 774          | 36,42        | 1 272       | 58,72       | 22      | 2       |
| Erquy, ère nouvelle                        |                          |                          | 774          | 36,42        | 1 272       | 58,72       | 22      | 2       |
|                                            | Jean-Luc Dubos           | LR                       | 635          | 29,88        | 668         | 30,84       | 4       | 1       |
| Erquy, ce lien qui nous anime              |                          |                          | 635          | 29,88        | 668         | 30,84       | 4       | 1       |
|                                            | Christiane Guervilly,    | LR                       | 456          | 21,45        | Retrait     | Retrait     | Retrait | Retrait |
| Erquy, c’est vous                          |                          |                          | 456          | 21,45        | Retrait     | Retrait     | Retrait | Retrait |
|                                            | Jean-Paul Lolive         | PS-EÉLV-PCF              | 260          | 12,23        | 226         | 10,43       | 1       | 0       |
| Erquy, avenir solidaire, ensemble à gauche |                          |                          | 260          | 12,23        | 226         | 10,43       | 1       | 0       |
|                                            |                          |                          |              |              |             |             |         |         |
| Votes valides                              | Votes valides            | Votes valides            | 2 125        | 97,66        | 2 166       | 96,96       |         |         |
| Votes blancs                               | Votes blancs             | Votes blancs             | 28           | 1,29         | 28          | 1,25        |         |         |
| Votes nuls                                 | Votes nuls               | Votes nuls               | 23           | 1,06         | 40          | 1,79        |         |         |
| Total                                      | Total                    | Total                    | 2 176        | 100          | 2 234       | 100         | 27      | 3       |
| Abstention                                 | Abstention               | Abstention               | 1 333        | 37,99        | 1 262       | 36,10       |         |         |
| Inscrits / participation                   | Inscrits / participation | Inscrits / participation | 3 509        | 62,01        | 3 496       | 63,90       |         |         |

### Grâces
- Maire sortant : Yannick Le Goff (PS)
- 23 sièges à pourvoir au conseil municipal (population légale 2017 : 2 528 habitants)
- 2 sièges à pourvoir au conseil communautaire (CA Guingamp-Paimpol Agglomération)

| Tête de liste                | Tête de liste    | Liste          | Premier tour | Premier tour | Sièges | Sièges |
| Tête de liste                | Tête de liste    | Liste          | Voix         | %            | CM     | CC     |
| ---------------------------- | ---------------- | -------------- | ------------ | ------------ | ------ | ------ |
|                              | Yannick Le Goff, | PS-PCF         | 689          | 59,24        | 19     | 2      |
| Construisons Grâces ensemble |                  |                | 689          | 59,24        | 19     | 2      |
|                              | Isabelle Corre   | DVD            | 474          | 40,75        | 4      | 0      |
| Agir ensemble pour Grâces    |                  |                | 474          | 40,75        | 4      | 0      |
|                              |                  |                |              |              |        |        |
| Inscrits                     | Inscrits         | Inscrits       | 2 050        |              |        |        |
| Abstentions                  | Abstentions      | Abstentions    | 858          | 41,85        |        |        |
| Votants                      | Votants          | Votants        | 1 192        | 58,15        |        |        |
| Blancs et nuls               | Blancs et nuls   | Blancs et nuls | 29           | 2,43         |        |        |
| Exprimés                     | Exprimés         | Exprimés       | 1 163        | 97,57        |        |        |

### Guingamp
- Maire sortant : Philippe Le Goff (PS)
- 29 sièges à pourvoir au conseil municipal (population légale 2017 : 6 895 habitants)
- 7 sièges à pourvoir au conseil communautaire (CA Guingamp-Paimpol Agglomération)

| Tête de liste                       | Tête de liste     | Liste          | Premier tour | Premier tour | Sièges | Sièges |
| Tête de liste                       | Tête de liste     | Liste          | Voix         | %            | CM     | CC     |
| ----------------------------------- | ----------------- | -------------- | ------------ | ------------ | ------ | ------ |
|                                     | Philippe Le Goff, | PS-UDB         | 1 172        | 70,01        | 26     | 7      |
| Guingamp avance                     |                   |                | 1 172        | 70,01        | 26     | 7      |
|                                     | Pierre Pasquiou   | UDI-LREM-DVD   | 313          | 18,69        | 2      | 0      |
| Guingamp, ma ville                  |                   |                | 313          | 18,69        | 2      | 0      |
|                                     | Gael Roblin       | Breizhistance  | 189          | 11,29        | 1      | 0      |
| Guingamp en commun - Kumun Gwengamp |                   |                | 189          | 11,29        | 1      | 0      |
|                                     |                   |                |              |              |        |        |
| Inscrits                            | Inscrits          | Inscrits       | 4 308        |              |        |        |
| Abstentions                         | Abstentions       | Abstentions    | 2 604        | 60,45        |        |        |
| Votants                             | Votants           | Votants        | 1 704        | 39,55        |        |        |
| Blancs et nuls                      | Blancs et nuls    | Blancs et nuls | 30           | 1,76         |        |        |
| Exprimés                            | Exprimés          | Exprimés       | 1 674        | 98,24        |        |        |

### Hillion
- Maire sortant : Mickaël Cosson (DVD)
- 27 sièges à pourvoir au conseil municipal (population légale 2017 : 4 137 habitants)
- 2 sièges à pourvoir au conseil communautaire (CA Saint-Brieuc Armor Agglomération)

| Tête de liste                         | Tête de liste   | Liste          | Premier tour | Premier tour | Sièges | Sièges |
| Tête de liste                         | Tête de liste   | Liste          | Voix         | %            | CM     | CC     |
| ------------------------------------- | --------------- | -------------- | ------------ | ------------ | ------ | ------ |
|                                       | Mickaël Cosson, | DVD            | 1 474        | 76,05        | 24     | 2      |
| La presqu’île au cœur de notre action |                 |                | 1 474        | 76,05        | 24     | 2      |
|                                       | Ludovic Deron   | DVG            | 464          | 23,94        | 3      | 0      |
| Collectif citoyen Hillion 2020        |                 |                | 464          | 23,94        | 3      | 0      |
|                                       |                 |                |              |              |        |        |
| Inscrits                              | Inscrits        | Inscrits       | 3 408        |              |        |        |
| Abstentions                           | Abstentions     | Abstentions    | 1 433        | 42,05        |        |        |
| Votants                               | Votants         | Votants        | 1 975        | 57,95        |        |        |
| Blancs et nuls                        | Blancs et nuls  | Blancs et nuls | 37           | 1,87         |        |        |
| Exprimés                              | Exprimés        | Exprimés       | 1 938        | 98,13        |        |        |

### La Roche-Jaudy
- Maire sortant : Jean-Louis Even (PS)
- 27 sièges à pourvoir au conseil municipal (population légale 2017 : 2 688 habitants)
- 2 sièges à pourvoir au conseil communautaire (CA Lannion-Trégor Communauté)

| Tête de liste                | Tête de liste   | Liste          | Premier tour | Premier tour | Sièges | Sièges |
| Tête de liste                | Tête de liste   | Liste          | Voix         | %            | CM     | CC     |
| ---------------------------- | --------------- | -------------- | ------------ | ------------ | ------ | ------ |
|                              | Jean-Louis Even | PS             | 579          | 100,00       | 27     | 2      |
| Ensemble pour La Roche-Jaudy |                 |                | 579          | 100,00       | 27     | 2      |
|                              |                 |                |              |              |        |        |
| Inscrits                     | Inscrits        | Inscrits       | 1 911        |              |        |        |
| Abstentions                  | Abstentions     | Abstentions    | 1 089        | 56,99        |        |        |
| Votants                      | Votants         | Votants        | 822          | 43,01        |        |        |
| Blancs et nuls               | Blancs et nuls  | Blancs et nuls | 243          | 29,56        |        |        |
| Exprimés                     | Exprimés        | Exprimés       | 579          | 70,44        |        |        |

### Lamballe-Armor
- Maire sortant : Loïc Cauret (PS), ne se représente pas[31]
- 35 sièges à pourvoir au conseil municipal (population légale 2017 : 16 578 habitants)
- 14 sièges à pourvoir au conseil communautaire (CA Lamballe Terre et Mer)

| Tête de liste                      | Tête de liste             | Liste                    | Premier tour | Premier tour | Second tour | Second tour | Sièges | Sièges |
| Tête de liste                      | Tête de liste             | Liste                    | Voix         | %            | Voix        | %           | CM     | CC     |
| ---------------------------------- | ------------------------- | ------------------------ | ------------ | ------------ | ----------- | ----------- | ------ | ------ |
|                                    | Philippe Hercouët         | PS-LREM                  | 2 729        | 43,55        | 3 053       | 50,25       | 27     | 11     |
| Allons plus loin ensemble          |                           |                          | 2 729        | 43,55        | 3 053       | 50,25       | 27     | 11     |
|                                    | Stéphane de Sallier-Dupin | LR                       | 1 831        | 29,22        | 1 899       | 31,25       | 5      | 2      |
| Un nouveau cap pour Lamballe-Armor |                           |                          | 1 831        | 29,22        | 1 899       | 31,25       | 5      | 2      |
|                                    | Sylvain Bernu             | DVG ex LREM              | 1 113        | 17,76        | 1 123       | 18,48       | 3      | 1      |
| Réussir Lamballe-Armor avec vous   |                           |                          | 1 113        | 17,76        | 1 123       | 18,48       | 3      | 1      |
|                                    | David L'Hénoret           | FI-PCF                   | 594          | 9,48         |             |             |        |        |
| Terres de gauche                   |                           |                          | 594          | 9,48         |             |             |        |        |
|                                    |                           |                          |              |              |             |             |        |        |
| Votes valides                      | Votes valides             | Votes valides            | 6 267        | 97,22        | 6 075       | 97,56       |        |        |
| Votes blancs                       | Votes blancs              | Votes blancs             | 79           | 1,23         | 78          | 1,25        |        |        |
| Votes nuls                         | Votes nuls                | Votes nuls               | 100          | 1,55         | 74          | 1,19        |        |        |
| Total                              | Total                     | Total                    | 6 446        | 100          | 6 227       | 100         | 35     | 14     |
| Abstention                         | Abstention                | Abstention               | 5 834        | 47,51        | 6 070       | 49,36       |        |        |
| Inscrits / participation           | Inscrits / participation  | Inscrits / participation | 12 280       | 52,49        | 12 297      | 50,64       |        |        |

### Langueux
- Maire sortante : Thérèse Jousseaume (PS), ne se représente pas[34]
- 29 sièges à pourvoir au conseil municipal (population légale 2017 : 7 692 habitants)
- 4 sièges à pourvoir au conseil communautaire (CA Saint-Brieuc Armor Agglomération)

| Tête de liste                      | Tête de liste            | Liste                    | Premier tour | Premier tour | Second tour | Second tour | Sièges | Sièges |
| Tête de liste                      | Tête de liste            | Liste                    | Voix         | %            | Voix        | %           | CM     | CC     |
| ---------------------------------- | ------------------------ | ------------------------ | ------------ | ------------ | ----------- | ----------- | ------ | ------ |
|                                    | Richard Haas             | LREM-UDI-DVD             | 1 026        | 41,02        | 1 307       | 45,79       | 21     | 3      |
| Avec vous pour Langueux-les-Grèves |                          |                          | 1 026        | 41,02        | 1 307       | 45,79       | 21     | 3      |
|                                    | Françoise Hurson         | PS-PCF                   | 1 026        | 41,02        | 1 173       | 41,10       | 6      | 1      |
| Agir durablement pour Langueux     |                          |                          | 1 026        | 41,02        | 1 173       | 41,10       | 6      | 1      |
|                                    | Marion Bouchereau        | EÉLV                     | 449          | 17,95        | 374         | 13,10       | 2      | 0      |
| Langueux en transition             |                          |                          | 449          | 17,95        | 374         | 13,10       | 2      | 0      |
|                                    |                          |                          |              |              |             |             |        |        |
| Votes valides                      | Votes valides            | Votes valides            | 2 501        | 96,19        | 2 854       | 97,77       |        |        |
| Votes blancs                       | Votes blancs             | Votes blancs             | 43           | 1,65         | 26          | 0,89        |        |        |
| Votes nuls                         | Votes nuls               | Votes nuls               | 56           | 2,15         | 39          | 1,34        |        |        |
| Total                              | Total                    | Total                    | 2 600        | 100          | 2 919       | 100         | 29     | 4      |
| Abstention                         | Abstention               | Abstention               | 3 212        | 55,26        | 2 901       | 49,85       |        |        |
| Inscrits / participation           | Inscrits / participation | Inscrits / participation | 5 812        | 44,74        | 5 820       | 50,15       |        |        |

### Lannion
- Maire sortant : Paul Le Bihan (PS)
- 33 sièges à pourvoir au conseil municipal (population légale 2017 : 19 880 habitants)
- 16 sièges à pourvoir au conseil communautaire (CA Lannion-Trégor Communauté)

| Tête de liste                                            | Tête de liste    | Liste           | Premier tour | Premier tour | Sièges | Sièges |
| Tête de liste                                            | Tête de liste    | Liste           | Voix         | %            | CM     | CC     |
| -------------------------------------------------------- | ---------------- | --------------- | ------------ | ------------ | ------ | ------ |
|                                                          | Paul Le Bihan,   | PS-EÉLV-PCF-UDB | 2 771        | 52,28        | 27     | 13     |
| Lannion, écologiste et solidaire                         |                  |                 | 2 771        | 52,28        | 27     | 13     |
|                                                          | Gaël Cornec      | LREM-LR         | 1 302        | 24,56        | 4      | 2      |
| Révélons Lannion !                                       |                  |                 | 1 302        | 24,56        | 4      | 2      |
|                                                          | Jean-Yves Callac | ex UDB          | 714          | 13,47        | 2      | 1      |
| Sous le chêne vert de Lannion                            |                  |                 | 714          | 13,47        | 2      | 1      |
|                                                          | Yann Guéguen     | LO              | 267          | 5,03         | 0      | 0      |
| Lutte ouvrière - Faire entendre le camp des travailleurs |                  |                 | 267          | 5,03         | 0      | 0      |
|                                                          | Carine Weber     | POID            | 246          | 4,64         | 0      | 0      |
| Pour la reconquête de la démocratie communale            |                  |                 | 246          | 4,64         | 0      | 0      |
|                                                          |                  |                 |              |              |        |        |
| Inscrits                                                 | Inscrits         | Inscrits        | 14 226       |              |        |        |
| Abstentions                                              | Abstentions      | Abstentions     | 8 688        | 61,07        |        |        |
| Votants                                                  | Votants          | Votants         | 5 538        | 38,93        |        |        |
| Blancs et nuls                                           | Blancs et nuls   | Blancs et nuls  | 238          | 4,30         |        |        |
| Exprimés                                                 | Exprimés         | Exprimés        | 5 300        | 95,70        |        |        |

### Lanvallay
- Maire sortant : Bruno Ricard (DVG)
- 27 sièges à pourvoir au conseil municipal (population légale 2017 : 4 187 habitants)
- 3 sièges à pourvoir au conseil communautaire (CA Dinan Agglomération)

| Tête de liste                       | Tête de liste            | Liste          | Premier tour | Premier tour | Sièges | Sièges |
| Tête de liste                       | Tête de liste            | Liste          | Voix         | %            | CM     | CC     |
| ----------------------------------- | ------------------------ | -------------- | ------------ | ------------ | ------ | ------ |
|                                     | Bruno Ricard,            | DVG            | 1 133        | 63,19        | 22     | 2      |
| Continuer avec vous, pour Lanvallay |                          |                | 1 133        | 63,19        | 22     | 2      |
|                                     | Cécilia Guigui-Delaroche | DVD            | 660          | 36,80        | 5      | 1      |
| Lanvallay, ensemble pour demain     |                          |                | 660          | 36,80        | 5      | 1      |
|                                     |                          |                |              |              |        |        |
| Inscrits                            | Inscrits                 | Inscrits       | 3 224        |              |        |        |
| Abstentions                         | Abstentions              | Abstentions    | 1 361        | 42,21        |        |        |
| Votants                             | Votants                  | Votants        | 1 863        | 57,79        |        |        |
| Blancs et nuls                      | Blancs et nuls           | Blancs et nuls | 70           | 3,76         |        |        |
| Exprimés                            | Exprimés                 | Exprimés       | 1 793        | 96,24        |        |        |

### Le Méné
- Maire sortant : Jacky Aignel (PS), ne se représente pas
- 35 sièges à pourvoir au conseil municipal (population légale 2017 : 6 417 habitants)
- 8 sièges à pourvoir au conseil communautaire (CC Loudéac Communauté ? Bretagne Centre)

| Tête de liste               | Tête de liste   | Liste          | Premier tour | Premier tour | Sièges | Sièges |
| Tête de liste               | Tête de liste   | Liste          | Voix         | %            | CM     | CC     |
| --------------------------- | --------------- | -------------- | ------------ | ------------ | ------ | ------ |
|                             | Gérard Daboudet | DVG            | 1 299        | 100,00       | 35     | 8      |
| Ensemble, agir pour Le Mené |                 |                | 1 299        | 100,00       | 35     | 8      |
|                             |                 |                |              |              |        |        |
| Inscrits                    | Inscrits        | Inscrits       | 4 385        |              |        |        |
| Abstentions                 | Abstentions     | Abstentions    | 2 520        | 57,47        |        |        |
| Votants                     | Votants         | Votants        | 1 865        | 42,53        |        |        |
| Blancs et nuls              | Blancs et nuls  | Blancs et nuls | 566          | 30,35        |        |        |
| Exprimés                    | Exprimés        | Exprimés       | 1 299        | 69,65        |        |        |

### Louannec
- Maire sortant : Gervais Egault  (LREM)
- 23 sièges à pourvoir au conseil municipal (population légale 2017 : 3 068 habitants)
- 2 sièges à pourvoir au conseil communautaire (CA Lannion-Trégor Communauté)

| Tête de liste                      | Tête de liste   | Liste          | Premier tour | Premier tour | Sièges | Sièges |
| Tête de liste                      | Tête de liste   | Liste          | Voix         | %            | CM     | CC     |
| ---------------------------------- | --------------- | -------------- | ------------ | ------------ | ------ | ------ |
|                                    | Gervais Egault, | LREM-DVG       | 911          | 69,06        | 20     | 2      |
| Ensemble, continuons pour Louannec |                 |                | 911          | 69,06        | 20     | 2      |
|                                    | André Michel    | DVD            | 408          | 30,93        | 3      | 0      |
| Louannec : un nouvel avenir        |                 |                | 408          | 30,93        | 3      | 0      |
|                                    |                 |                |              |              |        |        |
| Inscrits                           | Inscrits        | Inscrits       | 2 731        |              |        |        |
| Abstentions                        | Abstentions     | Abstentions    | 1 348        | 49,36        |        |        |
| Votants                            | Votants         | Votants        | 1 383        | 50,64        |        |        |
| Blancs et nuls                     | Blancs et nuls  | Blancs et nuls | 64           | 4,63         |        |        |
| Exprimés                           | Exprimés        | Exprimés       | 1 319        | 95,37        |        |        |

### Loudéac
- Maire sortant : Bruno Le Bescaut (LREM)
- 29 sièges à pourvoir au conseil municipal (population légale 2017 : 9 571 habitants)
- 13 sièges à pourvoir au conseil communautaire (CC Loudéac Communauté ? Bretagne Centre)

| Tête de liste             | Tête de liste     | Liste          | Premier tour | Premier tour | Sièges | Sièges |
| Tête de liste             | Tête de liste     | Liste          | Voix         | %            | CM     | CC     |
| ------------------------- | ----------------- | -------------- | ------------ | ------------ | ------ | ------ |
|                           | Bruno Le Bescaut, | LREM           | 2 361        | 62,16        | 24     | 11     |
| #Loudéac avance avec vous |                   |                | 2 361        | 62,16        | 24     | 11     |
|                           | Christophe Le Ho  | LR-DVD         | 1 437        | 37,83        | 5      | 2      |
| Loudéac autrement         |                   |                | 1 437        | 37,83        | 5      | 2      |
|                           |                   |                |              |              |        |        |
| Inscrits                  | Inscrits          | Inscrits       | 7 204        |              |        |        |
| Abstentions               | Abstentions       | Abstentions    | 3 295        | 45,74        |        |        |
| Votants                   | Votants           | Votants        | 3 909        | 54,26        |        |        |
| Blancs et nuls            | Blancs et nuls    | Blancs et nuls | 111          | 2,84         |        |        |
| Exprimés                  | Exprimés          | Exprimés       | 3 798        | 97,16        |        |        |

### Merdrignac
- Maire sortant : Éric Robin (DVD)
- 23 sièges à pourvoir au conseil municipal (population légale 2017 : 2 930 habitants)
- 4 sièges à pourvoir au conseil communautaire (CC Loudéac Communauté ? Bretagne Centre)

| Tête de liste                                               | Tête de liste    | Liste          | Premier tour | Premier tour | Sièges | Sièges |
| Tête de liste                                               | Tête de liste    | Liste          | Voix         | %            | CM     | CC     |
| ----------------------------------------------------------- | ---------------- | -------------- | ------------ | ------------ | ------ | ------ |
|                                                             | Éric Robin,      | DVD            | 720          | 56,03        | 18     | 3      |
| Pour bien grandir, bien vivre et bien vieillir à Merdrignac |                  |                | 720          | 56,03        | 18     | 3      |
|                                                             | Dominique Daunay | DVG            | 565          | 43,96        | 5      | 1      |
| Ensemble, construisons l'avenir de Merdrignac               |                  |                | 565          | 43,96        | 5      | 1      |
|                                                             |                  |                |              |              |        |        |
| Inscrits                                                    | Inscrits         | Inscrits       | 2 097        |              |        |        |
| Abstentions                                                 | Abstentions      | Abstentions    | 766          | 36,53        |        |        |
| Votants                                                     | Votants          | Votants        | 1 331        | 63,47        |        |        |
| Blancs et nuls                                              | Blancs et nuls   | Blancs et nuls | 46           | 3,46         |        |        |
| Exprimés                                                    | Exprimés         | Exprimés       | 1 285        | 96,54        |        |        |

### Pabu
- Maire sortant : Pierre Salliou (DVD)
- 23 sièges à pourvoir au conseil municipal (population légale 2017 : 2 760 habitants)
- 2 sièges à pourvoir au conseil communautaire (CA Guingamp-Paimpol Agglomération)

| Tête de liste                            | Tête de liste   | Liste          | Premier tour | Premier tour | Sièges | Sièges |
| Tête de liste                            | Tête de liste   | Liste          | Voix         | %            | CM     | CC     |
| ---------------------------------------- | --------------- | -------------- | ------------ | ------------ | ------ | ------ |
|                                          | Pierre Salliou, | DVD            | 658          | 60,36        | 19     | 2      |
| Bien vivre ensemble à Pabu               |                 |                | 658          | 60,36        | 19     | 2      |
|                                          | Guillaume Louis | PS             | 432          | 39,63        | 4      | 0      |
| Énergies citoyennes pour Pabu - Waraok ! |                 |                | 432          | 39,63        | 4      | 0      |
|                                          |                 |                |              |              |        |        |
| Inscrits                                 | Inscrits        | Inscrits       | 2 014        |              |        |        |
| Abstentions                              | Abstentions     | Abstentions    | 887          | 44,04        |        |        |
| Votants                                  | Votants         | Votants        | 1 127        | 55,96        |        |        |
| Blancs et nuls                           | Blancs et nuls  | Blancs et nuls | 37           | 3,28         |        |        |
| Exprimés                                 | Exprimés        | Exprimés       | 1 090        | 96,72        |        |        |

### Paimpol
- Maire sortant : Jean-Yves de Chaisemartin (UDI)
- 29 sièges à pourvoir au conseil municipal (population légale 2017 : 7 172 habitants)
- 7 sièges à pourvoir au conseil communautaire (CA Guingamp-Paimpol Agglomération)

| Tête de liste  | Tête de liste              | Liste          | Premier tour | Premier tour | Sièges | Sièges |
| Tête de liste  | Tête de liste              | Liste          | Voix         | %            | CM     | CC     |
| -------------- | -------------------------- | -------------- | ------------ | ------------ | ------ | ------ |
|                | Fanny Chappé               | PS-UDB-G.s     | 1 714        | 50,30        | 22     | 6      |
| J'aime Paimpol |                            |                | 1 714        | 50,30        | 22     | 6      |
|                | Jean-Yves de Chaisemartin, | UDI-BE         | 1 693        | 49,69        | 7      | 1      |
| Vive Paimpol ! |                            |                | 1 693        | 49,69        | 7      | 1      |
|                |                            |                |              |              |        |        |
| Inscrits       | Inscrits                   | Inscrits       | 6 222        |              |        |        |
| Abstentions    | Abstentions                | Abstentions    | 2 738        | 44,01        |        |        |
| Votants        | Votants                    | Votants        | 3 484        | 55,99        |        |        |
| Blancs et nuls | Blancs et nuls             | Blancs et nuls | 77           | 2,21         |        |        |
| Exprimés       | Exprimés                   | Exprimés       | 3 407        | 97,79        |        |        |

### Penvénan
- Maire sortant : Michel Deniau  (DVD), ne se représente pas[57]
- 23 sièges à pourvoir au conseil municipal (population légale 2017 : 2 538 habitants)
- 2 sièges à pourvoir au conseil communautaire (CA Lannion-Trégor Communauté)

| Tête de liste                    | Tête de liste            | Liste                    | Premier tour | Premier tour | Second tour | Second tour | Sièges | Sièges |
| Tête de liste                    | Tête de liste            | Liste                    | Voix         | %            | Voix        | %           | CM     | CC     |
| -------------------------------- | ------------------------ | ------------------------ | ------------ | ------------ | ----------- | ----------- | ------ | ------ |
|                                  | Denise Prud'homm         | DVD                      | 390          | 28,19        | 552         | 36,65       | 16     | 2      |
| Demain Penvénan                  |                          |                          | 390          | 28,19        | 552         | 36,65       | 16     | 2      |
|                                  | Monique Garel            | DVD                      | 420          | 30,36        | 488         | 32,40       | 4      | 0      |
| Ensemble pour Penvénan !         |                          |                          | 420          | 30,36        | 488         | 32,40       | 4      | 0      |
|                                  | Graziella Segoni         | DVG                      | 335          | 24,22        | 325         | 21,58       | 2      | 0      |
| Une équipe pour toutes et plus ! |                          |                          | 335          | 24,22        | 325         | 21,58       | 2      | 0      |
|                                  | Denis Baulier            | app.GÉ                   | 238          | 17,20        | 141         | 9,36        | 1      | 0      |
| Maintenant                       |                          |                          | 238          | 17,20        | 141         | 9,36        | 1      | 0      |
|                                  |                          |                          |              |              |             |             |        |        |
| Votes valides                    | Votes valides            | Votes valides            | 1 383        | 96,85        | 1 506       | 97,41       |        |        |
| Votes blancs                     | Votes blancs             | Votes blancs             | 24           | 1,68         | 22          | 1,42        |        |        |
| Votes nuls                       | Votes nuls               | Votes nuls               | 21           | 1,47         | 18          | 1,16        |        |        |
| Total                            | Total                    | Total                    | 1 428        | 100          | 1 546       | 100         | 23     | 2      |
| Abstention                       | Abstention               | Abstention               | 978          | 40,65        | 849         | 35,45       |        |        |
| Inscrits / participation         | Inscrits / participation | Inscrits / participation | 2 406        | 59,35        | 2 395       | 62,88       |        |        |

### Perros-Guirec
- Maire sortant : Erven Léon (DVD)
- 29 sièges à pourvoir au conseil municipal (population légale 2017 : 7 139 habitants)
- 5 sièges à pourvoir au conseil communautaire (CA Lannion-Trégor Communauté)

| Tête de liste                   | Tête de liste            | Liste                    | Premier tour | Premier tour | Second tour | Second tour | Sièges | Sièges |
| Tête de liste                   | Tête de liste            | Liste                    | Voix         | %            | Voix        | %           | CM     | CC     |
| ------------------------------- | ------------------------ | ------------------------ | ------------ | ------------ | ----------- | ----------- | ------ | ------ |
|                                 | Erven Léon,              | DVD                      | 1 421        | 41,18        | 1 931       | 45,49       | 22     | 4      |
| Agir ensemble pour Perros       |                          |                          | 1 421        | 41,18        | 1 931       | 45,49       | 22     | 4      |
|                                 | Pierrick Rousselot       | DVG-LREM                 | 1 378        | 39,94        | 1 765       | 41,58       | 6      | 1      |
| Perros-Guirec, cap sur l'avenir |                          |                          | 1 378        | 39,94        | 1 765       | 41,58       | 6      | 1      |
|                                 | Sylvie Bourbigot         | EÉLV-PS-PCF-UDB          | 651          | 18,86        | 548         | 12,91       | 1      | 0      |
| Demain Perros, l'alternative    |                          |                          | 651          | 18,86        | 548         | 12,91       | 1      | 0      |
|                                 |                          |                          |              |              |             |             |        |        |
| Votes valides                   | Votes valides            | Votes valides            | 3 450        | 98,26        | 4 244       | 98,61       |        |        |
| Votes blancs                    | Votes blancs             | Votes blancs             | 17           | 0,48         | 30          | 0,70        |        |        |
| Votes nuls                      | Votes nuls               | Votes nuls               | 44           | 1,25         | 30          | 0,70        |        |        |
| Total                           | Total                    | Total                    | 3 511        | 100          | 4 304       | 100         | 29     | 5      |
| Abstention                      | Abstention               | Abstention               | 3 611        | 50,70        | 2 782       | 39,29       |        |        |
| Inscrits / participation        | Inscrits / participation | Inscrits / participation | 7 122        | 49,30        | 7 086       | 60,74       |        |        |

### Plaintel
- Maire sortant : Joseph Le Vée (DVD), ne se représente pas[67]
- 27 sièges à pourvoir au conseil municipal (population légale 2017 : 4 344 habitants)
- 2 sièges à pourvoir au conseil communautaire (CA Saint-Brieuc Armor Agglomération)

| Tête de liste             | Tête de liste  | Liste          | Premier tour | Premier tour | Sièges | Sièges |
| Tête de liste             | Tête de liste  | Liste          | Voix         | %            | CM     | CC     |
| ------------------------- | -------------- | -------------- | ------------ | ------------ | ------ | ------ |
|                           | Vincent Alleno | DVG            | 1 230        | 100,00       | 27     | 2      |
| Vivre ensemble à Plaintel |                |                | 1 230        | 100,00       | 27     | 2      |
|                           |                |                |              |              |        |        |
| Inscrits                  | Inscrits       | Inscrits       | 3 270        |              |        |        |
| Abstentions               | Abstentions    | Abstentions    | 1 920        | 58,72        |        |        |
| Votants                   | Votants        | Votants        | 1 350        | 41,28        |        |        |
| Blancs et nuls            | Blancs et nuls | Blancs et nuls | 120          | 8,89         |        |        |
| Exprimés                  | Exprimés       | Exprimés       | 1 230        | 91,11        |        |        |

### Plancoët
- Maire sortant : Patrick Barraux (LR)
- 23 sièges à pourvoir au conseil municipal (population légale 2017 : 3 013 habitants)
- 2 sièges à pourvoir au conseil communautaire (CA Dinan Agglomération)

| Tête de liste      | Tête de liste    | Liste          | Premier tour | Premier tour | Sièges | Sièges |
| Tête de liste      | Tête de liste    | Liste          | Voix         | %            | CM     | CC     |
| ------------------ | ---------------- | -------------- | ------------ | ------------ | ------ | ------ |
|                    | Patrick Barraux, | LR-DVD         | 847          | 100,00       | 23     | 2      |
| Agir pour Plancoët |                  |                | 847          | 100,00       | 23     | 2      |
|                    |                  |                |              |              |        |        |
| Inscrits           | Inscrits         | Inscrits       | 2 341        |              |        |        |
| Abstentions        | Abstentions      | Abstentions    | 1 350        | 57,67        |        |        |
| Votants            | Votants          | Votants        | 991          | 42,33        |        |        |
| Blancs et nuls     | Blancs et nuls   | Blancs et nuls | 144          | 14,53        |        |        |
| Exprimés           | Exprimés         | Exprimés       | 847          | 85,47        |        |        |

### Plédran
- Maire sortant : Stéphane Briend (DVD)
- 29 sièges à pourvoir au conseil municipal (population légale 2017 : - habitants)
- 3 sièges à pourvoir au conseil communautaire (CA Saint-Brieuc Armor Agglomération)

| Tête de liste                      | Tête de liste    | Liste          | Premier tour | Premier tour | Sièges | Sièges |
| Tête de liste                      | Tête de liste    | Liste          | Voix         | %            | CM     | CC     |
| ---------------------------------- | ---------------- | -------------- | ------------ | ------------ | ------ | ------ |
|                                    | Stéphane Briend, | DVD            | 1 946        | 74,38        | 26     | 3      |
| Plédran, la force de la simplicité |                  |                | 1 946        | 74,38        | 26     | 3      |
|                                    | Michel Morin     | PS-PCF-EÉLV    | 670          | 25,61        | 3      | 0      |
| Plédran pour tous                  |                  |                | 670          | 25,61        | 3      | 0      |
|                                    |                  |                |              |              |        |        |
| Inscrits                           | Inscrits         | Inscrits       | 5 063        |              |        |        |
| Abstentions                        | Abstentions      | Abstentions    | 2 384        | 47,09        |        |        |
| Votants                            | Votants          | Votants        | 2 679        | 52,91        |        |        |
| Blancs et nuls                     | Blancs et nuls   | Blancs et nuls | 63           | 2,35         |        |        |
| Exprimés                           | Exprimés         | Exprimés       | 2 616        | 97,65        |        |        |

### Plélo
- Maire sortant : Patrick Lopin (PS), ne se représente pas[72]
- 23 sièges à pourvoir au conseil municipal (population légale 2017 : - habitants)
- 5 sièges à pourvoir au conseil communautaire (CC Leff Armor Communauté)

| Tête de liste                 | Tête de liste  | Liste          | Premier tour | Premier tour | Sièges | Sièges |
| Tête de liste                 | Tête de liste  | Liste          | Voix         | %            | CM     | CC     |
| ----------------------------- | -------------- | -------------- | ------------ | ------------ | ------ | ------ |
|                               | Jérémy Meuro   | DVD            | 742          | 54,31        | 18     | 4      |
| Avenir et proximité           |                |                | 742          | 54,31        | 18     | 4      |
|                               | Denis Follet   | PS-PCF-EÉLV    | 624          | 45,68        | 5      | 1      |
| Plélo, ensemble vers l'avenir |                |                | 624          | 45,68        | 5      | 1      |
|                               |                |                |              |              |        |        |
| Inscrits                      | Inscrits       | Inscrits       | 2 329        |              |        |        |
| Abstentions                   | Abstentions    | Abstentions    | 913          | 39,20        |        |        |
| Votants                       | Votants        | Votants        | 1 416        | 60,80        |        |        |
| Blancs et nuls                | Blancs et nuls | Blancs et nuls | 50           | 3,53         |        |        |
| Exprimés                      | Exprimés       | Exprimés       | 1 366        | 96,47        |        |        |

### Plémet
- Maire sortant : Romain Boutron (LR)
- 29 sièges à pourvoir au conseil municipal (population légale 2017 : - habitants)
- 4 sièges à pourvoir au conseil communautaire (CC Loudéac Communauté ? Bretagne Centre)

| Tête de liste                    | Tête de liste   | Liste          | Premier tour | Premier tour | Sièges | Sièges |
| Tête de liste                    | Tête de liste   | Liste          | Voix         | %            | CM     | CC     |
| -------------------------------- | --------------- | -------------- | ------------ | ------------ | ------ | ------ |
|                                  | Romain Boutron, | LR             | 934          | 100,00       | 29     | 4      |
| Poursuivons l’action pour Plémet |                 |                | 934          | 100,00       | 29     | 4      |
|                                  |                 |                |              |              |        |        |
| Inscrits                         | Inscrits        | Inscrits       | 2 622        |              |        |        |
| Abstentions                      | Abstentions     | Abstentions    | 1 404        | 53,55        |        |        |
| Votants                          | Votants         | Votants        | 1 218        | 46,45        |        |        |
| Blancs et nuls                   | Blancs et nuls  | Blancs et nuls | 284          | 23,32        |        |        |
| Exprimés                         | Exprimés        | Exprimés       | 934          | 76,68        |        |        |

### Pléneuf-Val-André
- Maire sortant : Jean-Yves Lebas (LR), ne se représente pas[76]
- 27 sièges à pourvoir au conseil municipal (population légale 2017 : - habitants)
- 3 sièges à pourvoir au conseil communautaire (CA Lamballe Terre et Mer)

| Tête de liste                                             | Tête de liste            | Liste                    | Premier tour | Premier tour | Second tour | Second tour | Sièges | Sièges |
| Tête de liste                                             | Tête de liste            | Liste                    | Voix         | %            | Voix        | %           | CM     | CC     |
| --------------------------------------------------------- | ------------------------ | ------------------------ | ------------ | ------------ | ----------- | ----------- | ------ | ------ |
|                                                           | Pierre-Alexis Blévin     | SE                       | 1 066        | 43,63        | 1 268       | 48,15       | 21     | 2      |
| Pour Votre Avenir                                         |                          |                          | 1 066        | 43,63        | 1 268       | 48,15       | 21     | 2      |
|                                                           | Thibault Carfantan       | LR                       | 690          | 28,24        | 709         | 26,92       | 3      | 1      |
| Un projet de ville pour des projets de vie                |                          |                          | 690          | 28,24        | 709         | 26,92       | 3      | 1      |
|                                                           | Hakim Hocine             | PS-PCF-EÉLV              | 687          | 28,12        | 656         | 24,91       | 3      | 0      |
| Alternance 2020, vers une commune écologique et solidaire |                          |                          | 687          | 28,12        | 656         | 24,91       | 3      | 0      |
|                                                           |                          |                          |              |              |             |             |        |        |
| Votes valides                                             | Votes valides            | Votes valides            | 2 443        | 98,39        | 2 633       | 99,10       |        |        |
| Votes blancs                                              | Votes blancs             | Votes blancs             | 15           | 0,60         | 14          | 0,53        |        |        |
| Votes nuls                                                | Votes nuls               | Votes nuls               | 25           | 1,01         | 10          | 0,38        |        |        |
| Total                                                     | Total                    | Total                    | 2 483        | 100          | 2 657       | 100         | 27     | 3      |
| Abstention                                                | Abstention               | Abstention               | 1 524        | 38,03        | 1 344       | 33,59       |        |        |
| Inscrits / participation                                  | Inscrits / participation | Inscrits / participation | 4 007        | 61,97        | 4 001       | 66,41       |        |        |

### Plérin
- Maire sortant : Ronan Kerdraon (PS)
- 33 sièges à pourvoir au conseil municipal (population légale 2017 : 14 062 habitants)
- 7 sièges à pourvoir au conseil communautaire (CA Saint-Brieuc Armor Agglomération)

| Tête de liste         | Tête de liste   | Liste          | Premier tour | Premier tour | Sièges | Sièges |
| Tête de liste         | Tête de liste   | Liste          | Voix         | %            | CM     | CC     |
| --------------------- | --------------- | -------------- | ------------ | ------------ | ------ | ------ |
|                       | Ronan Kerdraon, | PS-PCF-UDB     | 2 629        | 52,22        | 25     | 6      |
| Plérin nous rassemble |                 |                | 2 629        | 52,22        | 25     | 6      |
|                       | André Guyot     | DVD            | 1 475        | 29,30        | 5      | 1      |
| Mieux vivre Plérin    |                 |                | 1 475        | 29,30        | 5      | 1      |
|                       | Julie Morvan    | EÉLV-FI        | 930          | 18,47        | 3      | 0      |
| Plérin citoyenne      |                 |                | 930          | 18,47        | 3      | 0      |
|                       |                 |                |              |              |        |        |
| Inscrits              | Inscrits        | Inscrits       | 10 599       |              |        |        |
| Abstentions           | Abstentions     | Abstentions    | 5 395        | 50,90        |        |        |
| Votants               | Votants         | Votants        | 5 204        | 49,10        |        |        |
| Blancs et nuls        | Blancs et nuls  | Blancs et nuls | 170          | 3,27         |        |        |
| Exprimés              | Exprimés        | Exprimés       | 5 034        | 96,73        |        |        |

### Pleslin-Trigavou
- Maire sortant : Jean-Paul Leroy (PS), ne se représente pas[82]
- 27 sièges à pourvoir au conseil municipal (population légale 2017 : - habitants)
- 3 sièges à pourvoir au conseil communautaire (CA Dinan Agglomération)

| Tête de liste                   | Tête de liste     | Liste          | Premier tour | Premier tour | Sièges | Sièges |
| Tête de liste                   | Tête de liste     | Liste          | Voix         | %            | CM     | CC     |
| ------------------------------- | ----------------- | -------------- | ------------ | ------------ | ------ | ------ |
|                                 | Thierry Orveillon | PS-PCF-UDB     | 1 107        | 71,05        | 23     | 3      |
| Pleslin-Trigavou en mouvement   |                   |                | 1 107        | 71,05        | 23     | 3      |
|                                 | Françoise Bichon  | DVD            | 451          | 28,94        | 4      | 0      |
| Pleslin-Trigavou 2020 avec vous |                   |                | 451          | 28,94        | 4      | 0      |
|                                 |                   |                |              |              |        |        |
| Inscrits                        | Inscrits          | Inscrits       | 2 966        |              |        |        |
| Abstentions                     | Abstentions       | Abstentions    | 1 356        | 45,72        |        |        |
| Votants                         | Votants           | Votants        | 1 610        | 54,28        |        |        |
| Blancs et nuls                  | Blancs et nuls    | Blancs et nuls | 52           | 3,23         |        |        |
| Exprimés                        | Exprimés          | Exprimés       | 1 558        | 96,77        |        |        |

### Plestin-les-Grèves
- Maire sortant : Christian Jeffroy (PS)
- 27 sièges à pourvoir au conseil municipal (population légale 2017 : - habitants)
- 2 sièges à pourvoir au conseil communautaire (CA Lannion-Trégor Communauté)

| Tête de liste                      | Tête de liste      | Liste          | Premier tour | Premier tour | Sièges | Sièges |
| Tête de liste                      | Tête de liste      | Liste          | Voix         | %            | CM     | CC     |
| ---------------------------------- | ------------------ | -------------- | ------------ | ------------ | ------ | ------ |
|                                    | Christian Jeffroy, | PS-PCF         | 1 092        | 72,99        | 24     | 2      |
| Plestin 2020-2026 : un nouvel élan |                    |                | 1 092        | 72,99        | 24     | 2      |
|                                    | Isabelle Adam      | DVD            | 404          | 27,00        | 3      | 0      |
| Un nouvel avenir pour Plestin      |                    |                | 404          | 27,00        | 3      | 0      |
|                                    |                    |                |              |              |        |        |
| Inscrits                           | Inscrits           | Inscrits       | 2 983        |              |        |        |
| Abstentions                        | Abstentions        | Abstentions    | 1 358        | 45,52        |        |        |
| Votants                            | Votants            | Votants        | 1 625        | 54,48        |        |        |
| Blancs et nuls                     | Blancs et nuls     | Blancs et nuls | 129          | 7,94         |        |        |
| Exprimés                           | Exprimés           | Exprimés       | 1 496        | 92,06        |        |        |

### Pleudihen-sur-Rance
- Maire sortant : David Boixière (LR)
- 23 sièges à pourvoir au conseil municipal (population légale 2017 : - habitants)
- 2 sièges à pourvoir au conseil communautaire (CA Dinan Agglomération)

| Tête de liste               | Tête de liste      | Liste          | Premier tour | Premier tour | Sièges | Sièges |
| Tête de liste               | Tête de liste      | Liste          | Voix         | %            | CM     | CC     |
| --------------------------- | ------------------ | -------------- | ------------ | ------------ | ------ | ------ |
|                             | David Boixière,    | LR             | 860          | 71,19        | 20     | 2      |
| Pleudihen notre bien commun |                    |                | 860          | 71,19        | 20     | 2      |
|                             | Gilberte Bellanger | PS-PCF         | 348          | 28,80        | 3      | 0      |
| Demain Pleudihen            |                    |                | 348          | 28,80        | 3      | 0      |
|                             |                    |                |              |              |        |        |
| Inscrits                    | Inscrits           | Inscrits       | 2 274        |              |        |        |
| Abstentions                 | Abstentions        | Abstentions    | 1 026        | 45,12        |        |        |
| Votants                     | Votants            | Votants        | 1 248        | 54,88        |        |        |
| Blancs et nuls              | Blancs et nuls     | Blancs et nuls | 40           | 3,21         |        |        |
| Exprimés                    | Exprimés           | Exprimés       | 1 208        | 96,79        |        |        |

### Pleumeur-Bodou
- Maire sortant : Pierre Terrien (DVD)
- 27 sièges à pourvoir au conseil municipal (population légale 2017 : - habitants)
- 3 sièges à pourvoir au conseil communautaire (CA Lannion-Trégor Communauté)

| Tête de liste                                     | Tête de liste   | Liste           | Premier tour | Premier tour | Sièges | Sièges |
| Tête de liste                                     | Tête de liste   | Liste           | Voix         | %            | CM     | CC     |
| ------------------------------------------------- | --------------- | --------------- | ------------ | ------------ | ------ | ------ |
|                                                   | Pierre Terrien, | DVD             | 1 091        | 58,97        | 22     | 2      |
| Réunir pour réussir                               |                 |                 | 1 091        | 58,97        | 22     | 2      |
|                                                   | Alain Stéphan   | LFI-EÉLV-PS-PCF | 759          | 41,03        | 5      | 1      |
| Pleumeur-Bodou citoyenne, écologiste et de gauche |                 |                 | 759          | 41,03        | 5      | 1      |
|                                                   |                 |                 |              |              |        |        |
| Inscrits                                          | Inscrits        | Inscrits        | 3 541        |              |        |        |
| Abstentions                                       | Abstentions     | Abstentions     | 1 628        | 45,98        |        |        |
| Votants                                           | Votants         | Votants         | 1 913        | 54,02        |        |        |
| Blancs et nuls                                    | Blancs et nuls  | Blancs et nuls  | 63           | 3,29         |        |        |
| Exprimés                                          | Exprimés        | Exprimés        | 1 850        | 96,71        |        |        |

### Plœuc-L'Hermitage
- Maire sortant : Thibaut Guignard (DVD, ex-LR)
- 29 sièges à pourvoir au conseil municipal (population légale 2017 : - habitants)
- 2 sièges à pourvoir au conseil communautaire (CA Saint-Brieuc Armor Agglomération)

| Tête de liste                           | Tête de liste     | Liste          | Premier tour | Premier tour | Sièges | Sièges |
| Tête de liste                           | Tête de liste     | Liste          | Voix         | %            | CM     | CC     |
| --------------------------------------- | ----------------- | -------------- | ------------ | ------------ | ------ | ------ |
|                                         | Thibaut Guignard, | DVD            | 836          | 100,00       | 29     | 2      |
| Plœuc-L’Hermitage, une ambition commune |                   |                | 836          | 100,00       | 29     | 2      |
|                                         |                   |                |              |              |        |        |
| Inscrits                                | Inscrits          | Inscrits       | 3 067        |              |        |        |
| Abstentions                             | Abstentions       | Abstentions    | 1 732        | 56,47        |        |        |
| Votants                                 | Votants           | Votants        | 1 335        | 43,53        |        |        |
| Blancs et nuls                          | Blancs et nuls    | Blancs et nuls | 499          | 37,38        |        |        |
| Exprimés                                | Exprimés          | Exprimés       | 836          | 62,62        |        |        |

### Ploubazlanec
- Maire sortante : Danielle Brézellec (DVG), ne se représente pas[92]
- 23 sièges à pourvoir au conseil municipal (population légale 2017 : - habitants)
- 3 sièges à pourvoir au conseil communautaire (CA Guingamp-Paimpol Agglomération)

| Tête de liste     | Tête de liste          | Liste          | Premier tour | Premier tour | Sièges | Sièges |
| Tête de liste     | Tête de liste          | Liste          | Voix         | %            | CM     | CC     |
| ----------------- | ---------------------- | -------------- | ------------ | ------------ | ------ | ------ |
|                   | Jean-Pierre Le Normand | DVG            | 788          | 55,84        | 18     | 2      |
| Ploubaz avec vous |                        |                | 788          | 55,84        | 18     | 2      |
|                   | Marcel Brézellec       | DVG            | 623          | 44,15        | 5      | 1      |
| Ploubaz ensemble  |                        |                | 623          | 44,15        | 5      | 1      |
|                   |                        |                |              |              |        |        |
| Inscrits          | Inscrits               | Inscrits       | 2 824        |              |        |        |
| Abstentions       | Abstentions            | Abstentions    | 1 336        | 47,31        |        |        |
| Votants           | Votants                | Votants        | 1 488        | 52,69        |        |        |
| Blancs et nuls    | Blancs et nuls         | Blancs et nuls | 77           | 5,17         |        |        |
| Exprimés          | Exprimés               | Exprimés       | 1 411        | 94,83        |        |        |

### Ploubezre
- Maire sortante : Brigitte Gourhant (DVD)
- 27 sièges à pourvoir au conseil municipal (population légale 2017 : - habitants)
- 2 sièges à pourvoir au conseil communautaire (CA Lannion-Trégor Communauté)

| Tête de liste                    | Tête de liste            | Liste                    | Premier tour | Premier tour | Second tour | Second tour | Sièges | Sièges |
| Tête de liste                    | Tête de liste            | Liste                    | Voix         | %            | Voix        | %           | CM     | CC     |
| -------------------------------- | ------------------------ | ------------------------ | ------------ | ------------ | ----------- | ----------- | ------ | ------ |
|                                  | Brigitte Gourhant,       | DVD                      | 695          | 43,41        | 932         | 59,47       | 22     | 2      |
| Un avenir durable pour Ploubezre |                          |                          | 695          | 43,41        | 932         | 59,47       | 22     | 2      |
|                                  | Christian Coden          | DVG-PS-PCF               | 588          | 36,72        | 635         | 40,52       | 5      | 0      |
| Ensemble pour Ploubezre          |                          |                          | 588          | 36,72        | 635         | 40,52       | 5      | 0      |
|                                  | Jean-Yves Boulai         | DVG                      | 318          | 19,86        |             |             |        |        |
| Ploubezre autrement              |                          |                          | 318          | 19,86        |             |             |        |        |
|                                  |                          |                          |              |              |             |             |        |        |
| Votes valides                    | Votes valides            | Votes valides            | 1 601        | 97,27        | 1 567       | 96,85       |        |        |
| Votes blancs                     | Votes blancs             | Votes blancs             | 19           | 1,15         | 21          | 1,30        |        |        |
| Votes nuls                       | Votes nuls               | Votes nuls               | 26           | 1,58         | 30          | 1,85        |        |        |
| Total                            | Total                    | Total                    | 1 646        | 100          | 1 618       | 100         | 27     | 2      |
| Abstention                       | Abstention               | Abstention               | 1 194        | 42,04        | 1 229       | 43,17       |        |        |
| Inscrits / participation         | Inscrits / participation | Inscrits / participation | 2 840        | 57,96        | 2 847       | 56,83       |        |        |

### Plouër-sur-Rance
- Maire sortant : Serge Simon (DVG), ne se représente pas[99]
- 27 sièges à pourvoir au conseil municipal (population légale 2017 : - habitants)
- 3 sièges à pourvoir au conseil communautaire (CA Dinan Agglomération)

| Tête de liste                                  | Tête de liste    | Liste          | Premier tour | Premier tour | Sièges | Sièges |
| Tête de liste                                  | Tête de liste    | Liste          | Voix         | %            | CM     | CC     |
| ---------------------------------------------- | ---------------- | -------------- | ------------ | ------------ | ------ | ------ |
|                                                | Yann Godet       | DVG            | 999          | 72,39        | 24     | 3      |
| Plouër-sur-Rance - Qualité de vie - Solidarité |                  |                | 999          | 72,39        | 24     | 3      |
|                                                | Bernard Guichard | DVD            | 381          | 27,60        | 3      | 0      |
| J’aime Plouër                                  |                  |                | 381          | 27,60        | 3      | 0      |
|                                                |                  |                |              |              |        |        |
| Inscrits                                       | Inscrits         | Inscrits       | 2 859        |              |        |        |
| Abstentions                                    | Abstentions      | Abstentions    | 1 425        | 49,84        |        |        |
| Votants                                        | Votants          | Votants        | 1 434        | 50,16        |        |        |
| Blancs et nuls                                 | Blancs et nuls   | Blancs et nuls | 54           | 3,77         |        |        |
| Exprimés                                       | Exprimés         | Exprimés       | 1 380        | 96,23        |        |        |

### Plouézec
- Maire sortant : Jacques Mangold (EÉLV)
- 23 sièges à pourvoir au conseil municipal (population légale 2017 : 3 182 habitants)
- 3 sièges à pourvoir au conseil communautaire (CA Guingamp-Paimpol Agglomération)

| Tête de liste         | Tête de liste    | Liste          | Premier tour | Premier tour | Sièges | Sièges |
| Tête de liste         | Tête de liste    | Liste          | Voix         | %            | CM     | CC     |
| --------------------- | ---------------- | -------------- | ------------ | ------------ | ------ | ------ |
|                       | Jacques Mangold, | EÉLV           | 790          | 100,00       | 23     | 3      |
| Bien vivre à Plouézec |                  |                | 790          | 100,00       | 23     | 3      |
|                       |                  |                |              |              |        |        |
| Inscrits              | Inscrits         | Inscrits       | 2 968        |              |        |        |
| Abstentions           | Abstentions      | Abstentions    | 2 006        | 67,59        |        |        |
| Votants               | Votants          | Votants        | 962          | 32,41        |        |        |
| Blancs et nuls        | Blancs et nuls   | Blancs et nuls | 172          | 17,88        |        |        |
| Exprimés              | Exprimés         | Exprimés       | 790          | 82,12        |        |        |

### Ploufragan
- Maire sortant : Rémy Moulin (PCF)
- 33 sièges à pourvoir au conseil municipal (population légale 2017 : - habitants)
- 5 sièges à pourvoir au conseil communautaire (CA Saint-Brieuc Armor Agglomération)

| Tête de liste                                            | Tête de liste     | Liste           | Premier tour | Premier tour | Sièges | Sièges |
| Tête de liste                                            | Tête de liste     | Liste           | Voix         | %            | CM     | CC     |
| -------------------------------------------------------- | ----------------- | --------------- | ------------ | ------------ | ------ | ------ |
|                                                          | Rémy Moulin,      | PCF-PS-EÉLV-UDB | 2 078        | 66,88        | 28     | 5      |
| Agir aujourd'hui pour demain avec Rémy Moulin            |                   |                 | 2 078        | 66,88        | 28     | 5      |
|                                                          | Jean-Yves Bernard | DVD             | 769          | 24,75        | 4      | 0      |
| Ploufragan autrement                                     |                   |                 | 769          | 24,75        | 4      | 0      |
|                                                          | Martial Collet    | LO              | 260          | 8,36         | 1      | 0      |
| Lutte ouvrière - Faire entendre le camp des travailleurs |                   |                 | 260          | 8,36         | 1      | 0      |
|                                                          |                   |                 |              |              |        |        |
| Inscrits                                                 | Inscrits          | Inscrits        | 8 319        |              |        |        |
| Abstentions                                              | Abstentions       | Abstentions     | 5 098        | 61,28        |        |        |
| Votants                                                  | Votants           | Votants         | 3 221        | 38,72        |        |        |
| Blancs et nuls                                           | Blancs et nuls    | Blancs et nuls  | 114          | 3,56         |        |        |
| Exprimés                                                 | Exprimés          | Exprimés        | 3 107        | 96,46        |        |        |

### Plouha
- Maire sortant : Philippe Delsol (PS)
- 27 sièges à pourvoir au conseil municipal (population légale 2017 : - habitants)
- 7 sièges à pourvoir au conseil communautaire (CC Leff Armor Communauté)

| Tête de liste                | Tête de liste            | Liste                    | Premier tour | Premier tour | Second tour | Second tour | Sièges | Sièges |
| Tête de liste                | Tête de liste            | Liste                    | Voix         | %            | Voix        | %           | CM     | CC     |
| ---------------------------- | ------------------------ | ------------------------ | ------------ | ------------ | ----------- | ----------- | ------ | ------ |
|                              | Philippe Delsol,         | PS-PCF-EÉLV              | 789          | 39,27        | 793         | 39,08       | 19     | 6      |
| Bien vivre ensemble à Plouha |                          |                          | 789          | 39,27        | 793         | 39,08       | 19     | 6      |
|                              | Valérie Rumiano          | LR                       | 549          | 27,32        | 630         | 31,04       | 4      | 1      |
| Plouha, nouvel élan          |                          |                          | 549          | 27,32        | 630         | 31,04       | 4      | 1      |
|                              | Gilles Robigo            | DVG                      | 345          | 17,17        | 325         | 16,01       | 2      | 0      |
| Une autre gauche pour Plouha |                          |                          | 345          | 17,17        | 325         | 16,01       | 2      | 0      |
|                              | Éric Duval               | DVD                      | 326          | 16,22        | 281         | 13,84       | 2      | 0      |
| Le bon cap pour Plouha       |                          |                          | 326          | 16,22        | 281         | 13,84       | 2      | 0      |
|                              |                          |                          |              |              |             |             |        |        |
| Votes valides                | Votes valides            | Votes valides            | 2 009        | 98,19        | 2 029       | 97,97       |        |        |
| Votes blancs                 | Votes blancs             | Votes blancs             | 17           | 0,83         | 15          | 0,72        |        |        |
| Votes nuls                   | Votes nuls               | Votes nuls               | 20           | 0,98         | 27          | 1,30        |        |        |
| Total                        | Total                    | Total                    | 2 046        | 100          | 2 071       | 100         | 27     | 7      |
| Abstention                   | Abstention               | Abstention               | 2 065        | 50,23        | 2 033       | 49,54       |        |        |
| Inscrits / participation     | Inscrits / participation | Inscrits / participation | 4 111        | 49,77        | 4 104       | 50,46       |        |        |

### Ploumagoar
- Maire sortant : Bernard Hamon (DVG)
- 29 sièges à pourvoir au conseil municipal (population légale 2017 : - habitants)
- 5 sièges à pourvoir au conseil communautaire (CA Guingamp-Paimpol Agglomération)

| Tête de liste                      | Tête de liste            | Liste                    | Premier tour | Premier tour | Second tour | Second tour | Sièges | Sièges |
| Tête de liste                      | Tête de liste            | Liste                    | Voix         | %            | Voix        | %           | CM     | CC     |
| ---------------------------------- | ------------------------ | ------------------------ | ------------ | ------------ | ----------- | ----------- | ------ | ------ |
|                                    | Yannick Echevest         | DVG                      | 870          | 39,59        | 859         | 36,55       | 20     | 4      |
| Ploumagoar & vous                  |                          |                          | 870          | 39,59        | 859         | 36,55       | 20     | 4      |
|                                    | Hervé Chevalier          | PS-PCF-EÉLV              | 682          | 31,04        | 798         | 33,95       | 5      | 1      |
| Ploumagoar en commun               |                          |                          | 682          | 31,04        | 798         | 33,95       | 5      | 1      |
|                                    | Bernard Hamon,           | DVG                      | 645          | 29,35        | 693         | 29,48       | 4      | 0      |
| Ploumagoar au cœur d’une dynamique |                          |                          | 645          | 29,35        | 693         | 29,48       | 4      | 0      |
|                                    |                          |                          |              |              |             |             |        |        |
| Votes valides                      | Votes valides            | Votes valides            | 2 197        | 98,17        | 2 350       | 98,37       |        |        |
| Votes blancs                       | Votes blancs             | Votes blancs             | 15           | 0,67         | 18          | 0,75        |        |        |
| Votes nuls                         | Votes nuls               | Votes nuls               | 26           | 1,16         | 21          | 0,88        |        |        |
| Total                              | Total                    | Total                    | 2 238        | 100          | 2 389       | 100         | 29     | 5      |
| Abstention                         | Abstention               | Abstention               | 1 746        | 43,83        | 1 598       | 40,08       |        |        |
| Inscrits / participation           | Inscrits / participation | Inscrits / participation | 3 984        | 56,17        | 3 987       | 59,92       |        |        |

### Pordic
- Maire sortant : Maurice Battas (DVD), ne se représente pas[115]
- 33 sièges à pourvoir au conseil municipal (population légale 2017 : - habitants)
- 5 sièges à pourvoir au conseil communautaire (CA Saint-Brieuc Armor Agglomération)

| Tête de liste                         | Tête de liste            | Liste                    | Premier tour | Premier tour | Second tour | Second tour | Sièges | Sièges |
| Tête de liste                         | Tête de liste            | Liste                    | Voix         | %            | Voix        | %           | CM     | CC     |
| ------------------------------------- | ------------------------ | ------------------------ | ------------ | ------------ | ----------- | ----------- | ------ | ------ |
|                                       | Joël Batard              | DVD                      | 1 121        | 38,89        | 1 423       | 46,21       | 24     | 2      |
| Pordic, commune nouvelle, nouvel élan |                          |                          | 1 121        | 38,89        | 1 423       | 46,21       | 24     | 2      |
|                                       | Michelle Carmès          | PS-UDB-EÉLV              | 1 097        | 38,06        | 1 283       | 41,66       | 7      | 1      |
| Pordic Alternative 2020               |                          |                          | 1 097        | 38,06        | 1 283       | 41,66       | 7      | 1      |
|                                       | Alexis Lebrat            | LREM-PB                  | 664          | 23,03        | 373         | 12,11       | 2      | 0      |
| Pordic Transitions                    |                          |                          | 664          | 23,03        | 373         | 12,11       | 2      | 0      |
|                                       |                          |                          |              |              |             |             |        |        |
| Votes valides                         | Votes valides            | Votes valides            | 2 882        | 97,27        | 3 079       | 96,52       |        |        |
| Votes blancs                          | Votes blancs             | Votes blancs             | 36           | 1,21         | 60          | 1,88        |        |        |
| Votes nuls                            | Votes nuls               | Votes nuls               | 45           | 1,52         | 51          | 1,60        |        |        |
| Total                                 | Total                    | Total                    | 2 963        | 100          | 3 190       | 100         | 33     | 5      |
| Abstention                            | Abstention               | Abstention               | 2 979        | 50,13        | 2 763       | 46,41       |        |        |
| Inscrits / participation              | Inscrits / participation | Inscrits / participation | 5 942        | 49,87        | 5 953       | 53,59       |        |        |

### Quessoy
- Maire sortant : Jean-Luc Gouyette (DVG)
- 27 sièges à pourvoir au conseil municipal (population légale 2017 : - habitants)
- 3 sièges à pourvoir au conseil communautaire (CA Lamballe Terre et Mer)

| Tête de liste             | Tête de liste      | Liste          | Premier tour | Premier tour | Sièges | Sièges |
| Tête de liste             | Tête de liste      | Liste          | Voix         | %            | CM     | CC     |
| ------------------------- | ------------------ | -------------- | ------------ | ------------ | ------ | ------ |
|                           | Jean-Luc Gouyette, | DVG            | 939          | 53,35        | 21     | 2      |
| Pour Quessoy              |                    |                | 939          | 53,35        | 21     | 2      |
|                           | Marc Le Guyader    | DVD            | 821          | 46,64        | 6      | 1      |
| Quessoy agissons ensemble |                    |                | 821          | 46,64        | 6      | 1      |
|                           |                    |                |              |              |        |        |
| Inscrits                  | Inscrits           | Inscrits       | 2 916        |              |        |        |
| Abstentions               | Abstentions        | Abstentions    | 1 127        | 38,65        |        |        |
| Votants                   | Votants            | Votants        | 1 789        | 61,35        |        |        |
| Blancs et nuls            | Blancs et nuls     | Blancs et nuls | 29           | 1,62         |        |        |
| Exprimés                  | Exprimés           | Exprimés       | 1 760        | 98,38        |        |        |

### Quévert
- Maire sortante : Marie-Odile Fauche (DVG), ne se représente pas[122]
- 27 sièges à pourvoir au conseil municipal (population légale 2017 : - habitants)
- 3 sièges à pourvoir au conseil communautaire (CA Dinan Agglomération)

| Tête de liste                 | Tête de liste    | Liste          | Premier tour | Premier tour | Sièges | Sièges |
| Tête de liste                 | Tête de liste    | Liste          | Voix         | %            | CM     | CC     |
| ----------------------------- | ---------------- | -------------- | ------------ | ------------ | ------ | ------ |
|                               | Philippe Landuré | PS-DVG         | 737          | 52,34        | 21     | 2      |
| Quévert Ensemble              |                  |                | 737          | 52,34        | 21     | 2      |
|                               | Anne Charré      | DVC            | 518          | 36,78        | 5      | 1      |
| Unis pour l’avenir de Quévert |                  |                | 518          | 36,78        | 5      | 1      |
|                               | Antoine Deguen   | ECO-DVG        | 153          | 10,86        | 1      | 0      |
| À l'écoute de Quévert         |                  |                | 153          | 10,86        | 1      | 0      |
|                               |                  |                |              |              |        |        |
| Inscrits                      | Inscrits         | Inscrits       | 3 002        |              |        |        |
| Abstentions                   | Abstentions      | Abstentions    | 1 558        | 51,90        |        |        |
| Votants                       | Votants          | Votants        | 1 444        | 48,10        |        |        |
| Blancs et nuls                | Blancs et nuls   | Blancs et nuls | 36           | 2,49         |        |        |
| Exprimés                      | Exprimés         | Exprimés       | 1 408        | 97,51        |        |        |

### Quintin
- Maire sortante : Mireille Airault (DVD), ne se représente pas[126]
- 23 sièges à pourvoir au conseil municipal (population légale 2017 : - habitants)
- 1 sièges à pourvoir au conseil communautaire (CA Saint-Brieuc Armor Agglomération)

| Tête de liste                   | Tête de liste  | Liste          | Premier tour | Premier tour | Sièges | Sièges |
| Tête de liste                   | Tête de liste  | Liste          | Voix         | %            | CM     | CC     |
| ------------------------------- | -------------- | -------------- | ------------ | ------------ | ------ | ------ |
|                                 | Nicolas Carro  | DVD            | 586          | 100,00       | 23     | 1      |
| Construire ensemble pour demain |                |                | 586          | 100,00       | 23     | 1      |
|                                 |                |                |              |              |        |        |
| Inscrits                        | Inscrits       | Inscrits       | 1 923        |              |        |        |
| Abstentions                     | Abstentions    | Abstentions    | 1 131        | 58,81        |        |        |
| Votants                         | Votants        | Votants        | 792          | 41,19        |        |        |
| Blancs et nuls                  | Blancs et nuls | Blancs et nuls | 206          | 26,01        |        |        |
| Exprimés                        | Exprimés       | Exprimés       | 586          | 73,99        |        |        |

### Rostrenen
- Maire sortant : Jean-Paul Le Boëdec (DVD), ne se représente pas[128]
- 23 sièges à pourvoir au conseil municipal (population légale 2017 : 3 060 habitants)
- 7 sièges à pourvoir au conseil communautaire (CC du Kreiz-Breizh)

| Tête de liste                                        | Tête de liste            | Liste                    | Premier tour | Premier tour | Second tour | Second tour | Sièges | Sièges |
| Tête de liste                                        | Tête de liste            | Liste                    | Voix         | %            | Voix        | %           | CM     | CC     |
| ---------------------------------------------------- | ------------------------ | ------------------------ | ------------ | ------------ | ----------- | ----------- | ------ | ------ |
|                                                      | Guillaume Robic,         | EÉLV-PCF-UDB-PS          | 590          | 46,38        | 773         | 56,05       | 18     | 6      |
| Rostrenen, terre commune - Rostrenn, douar bev       |                          |                          | 590          | 46,38        | 773         | 56,05       | 18     | 6      |
|                                                      | Nolwenn Burlot           | DVD                      | 556          | 43,71        | 606         | 43,94       | 5      | 1      |
| Rostrenen agir ensemble - Rostrenn ober oll-asambles |                          |                          | 556          | 43,71        | 606         | 43,94       | 5      | 1      |
|                                                      | Cécile Lefresne          | DVG                      | 126          | 9,91         |             |             |        |        |
| Rostrenen 2030                                       |                          |                          | 126          | 9,91         |             |             |        |        |
|                                                      |                          |                          |              |              |             |             |        |        |
| Votes valides                                        | Votes valides            | Votes valides            | 1 272        | 96,95        | 1 379       | 95,63       |        |        |
| Votes blancs                                         | Votes blancs             | Votes blancs             | 7            | 0,53         | 21          | 1,46        |        |        |
| Votes nuls                                           | Votes nuls               | Votes nuls               | 33           | 2,52         | 42          | 2,91        |        |        |
| Total                                                | Total                    | Total                    | 1 312        | 100          | 1 442       | 100         | 23     | 7      |
| Abstention                                           | Abstention               | Abstention               | 812          | 38,23        | 682         | 32,11       |        |        |
| Inscrits / participation                             | Inscrits / participation | Inscrits / participation | 2 124        | 61,77        | 2 124       | 67,89       |        |        |

### Saint-Brieuc
- Maire sortante : Marie-Claire Diouron (UDI), ne se représente pas[134]
- 43 sièges à pourvoir au conseil municipal (population légale 2017 : 44 372 habitants)
- 23 sièges à pourvoir au conseil communautaire (CA Saint-Brieuc Armor Agglomération)

|                                                          |                          |                          |              |              |             |             |        |        |
| Tête de liste                                            | Tête de liste            | Liste                    | Premier tour | Premier tour | Second tour | Second tour | Sièges | Sièges |
| Tête de liste                                            | Tête de liste            | Liste                    | Voix         | %            | Voix        | %           | CM     | CC     |
|                                                          | Hervé Guihard            | PP-PS-PCF-EÉLV-G.s-UDB   | 3 298        | 31,80        | 5 908       | 59,89       | 35     | 19     |
| Réinventons l'espoir - Saint-Brieuc 2020                 |                          |                          | 3 298        | 31,80        | 5 908       | 59,89       | 35     | 19     |
|                                                          | Richard Rouxel           | MoDem                    | 2 206        | 21,27        | 3 956       | 40,10       | 8      | 4      |
| Saint-Brieuc, la volonté d’avenir                        |                          |                          | 2 206        | 21,27        | 3 956       | 40,10       | 8      | 4      |
|                                                          | Corentin Poilbout        | LREM-UDI                 | 2 049        | 19,75        | 3 956       | 40,10       | 8      | 4      |
| En mouvement pour Saint-Brieuc                           |                          |                          | 2 049        | 19,75        | 3 956       | 40,10       | 8      | 4      |
|                                                          | Noël Pierre              | ex-EÉLV-GÉ               | 925          | 8,91         |             |             |        |        |
| Saint-Brieuc écologique, sociale et solidaire            |                          |                          | 925          | 8,91         |             |             |        |        |
|                                                          | Cécile Guillaume         | FI                       | 832          | 8,02         |             |             |        |        |
| L'Assemblée populaire                                    |                          |                          | 832          | 8,02         |             |             |        |        |
|                                                          | Pierre-Yves Lopin        | RN                       | 783          | 7,55         |             |             |        |        |
| Saint-Brieuc bleu Marine                                 |                          |                          | 783          | 7,55         |             |             |        |        |
|                                                          | Alain Le Fol             | LO                       | 201          | 1,93         |             |             |        |        |
| Lutte ouvrière - Faire entendre le camp des travailleurs |                          |                          | 201          | 1,93         |             |             |        |        |
|                                                          | Pierre Lo Monaco         | POID                     | 76           | 0,73         |             |             |        |        |
| Pour la reconquête de la démocratie communale            |                          |                          | 76           | 0,73         |             |             |        |        |
|                                                          |                          |                          |              |              |             |             |        |        |
| Votes valides                                            | Votes valides            | Votes valides            | 10 370       | 96,39        | 9 864       | 95,98       |        |        |
| Votes blancs                                             | Votes blancs             | Votes blancs             | 115          | 1,07         | 217         | 2,11        |        |        |
| Votes nuls                                               | Votes nuls               | Votes nuls               | 273          | 2,54         | 196         | 1,91        |        |        |
| Total                                                    | Total                    | Total                    | 10 758       | 100          | 10 277      | 100         | 43     | 23     |
| Abstention                                               | Abstention               | Abstention               | 18 054       | 62,66        | 18 573      | 64,38       |        |        |
| Inscrits / participation                                 | Inscrits / participation | Inscrits / participation | 28 812       | 37,34        | 28 850      | 34,19       |        |        |

### Saint-Cast-le-Guildo
- Maire sortante : Josiane Allory (PS)
- 23 sièges à pourvoir au conseil municipal (population légale 2017 : - habitants)
- 3 sièges à pourvoir au conseil communautaire (CA Dinan Agglomération)

| Tête de liste                                                 | Tête de liste            | Liste                    | Premier tour | Premier tour | Second tour | Second tour | Sièges | Sièges |
| Tête de liste                                                 | Tête de liste            | Liste                    | Voix         | %            | Voix        | %           | CM     | CC     |
| ------------------------------------------------------------- | ------------------------ | ------------------------ | ------------ | ------------ | ----------- | ----------- | ------ | ------ |
|                                                               | Marie-Madeleine Michel   | DVD                      | 864          | 48,73        | 1 130       | 58,24       | 19     | 2      |
| Réalisons ensemble Saint-Cast-le-Guildo                       |                          |                          | 864          | 48,73        | 1 130       | 58,24       | 19     | 2      |
|                                                               | Josiane Allory,          | PS-DVG                   | 543          | 30,62        | 596         | 30,72       | 3      | 1      |
| Concrétisons nos projets et préparons demain                  |                          |                          | 543          | 30,62        | 596         | 30,72       | 3      | 1      |
|                                                               | Johann Prod'homme        | DVG                      | 366          | 20,64        | 214         | 11,03       | 1      | 0      |
| Une dynamique collective et durable pour Saint-Cast-le-Guildo |                          |                          | 366          | 20,64        | 214         | 11,03       | 1      | 0      |
|                                                               |                          |                          |              |              |             |             |        |        |
| Votes valides                                                 | Votes valides            | Votes valides            | 1 773        | 97,10        | 1 940       | 98,48       |        |        |
| Votes blancs                                                  | Votes blancs             | Votes blancs             | 22           | 1,20         | 12          | 0,61        |        |        |
| Votes nuls                                                    | Votes nuls               | Votes nuls               | 31           | 1,70         | 18          | 0,91        |        |        |
| Total                                                         | Total                    | Total                    | 1 826        | 100          | 1 970       | 100         | 23     | 3      |
| Abstention                                                    | Abstention               | Abstention               | 1 629        | 47,15        | 1 472       | 42,77       |        |        |
| Inscrits / participation                                      | Inscrits / participation | Inscrits / participation | 3 455        | 52,85        | 3 442       | 57,23       |        |        |

### Saint-Quay-Portrieux
- Maire sortant : Thierry Simelière (UDI)
- 23 sièges à pourvoir au conseil municipal (population légale 2017 : - habitants)
- 1 siège à pourvoir au conseil communautaire (CA Saint-Brieuc Armor Agglomération)

| Tête de liste                                   | Tête de liste      | Liste          | Premier tour | Premier tour | Sièges | Sièges |
| Tête de liste                                   | Tête de liste      | Liste          | Voix         | %            | CM     | CC     |
| ----------------------------------------------- | ------------------ | -------------- | ------------ | ------------ | ------ | ------ |
|                                                 | Thierry Simelière, | UDI            | 1 027        | 69,11        | 20     | 1      |
| Continuons ensemble                             |                    |                | 1 027        | 69,11        | 20     | 1      |
|                                                 | Hervé Huc          | DVG            | 459          | 30,88        | 3      | 0      |
| Une ambition nouvelle pour Saint-Quay-Portrieux |                    |                | 459          | 30,88        | 3      | 0      |
|                                                 |                    |                |              |              |        |        |
| Inscrits                                        | Inscrits           | Inscrits       | 3 129        |              |        |        |
| Abstentions                                     | Abstentions        | Abstentions    | 1 609        | 51,42        |        |        |
| Votants                                         | Votants            | Votants        | 1 520        | 48,58        |        |        |
| Blancs et nuls                                  | Blancs et nuls     | Blancs et nuls | 34           | 2,24         |        |        |
| Exprimés                                        | Exprimés           | Exprimés       | 1 486        | 97,76        |        |        |

### Trébeurden
- Maire sortant : Alain Faivre (PS)
- 27 sièges à pourvoir au conseil municipal (population légale 2017 : - habitants)
- 2 sièges à pourvoir au conseil communautaire (CA Lannion-Trégor Communauté)

| Tête de liste                             | Tête de liste            | Liste                    | Premier tour | Premier tour | Second tour | Second tour | Sièges | Sièges |
| Tête de liste                             | Tête de liste            | Liste                    | Voix         | %            | Voix        | %           | CM     | CC     |
| ----------------------------------------- | ------------------------ | ------------------------ | ------------ | ------------ | ----------- | ----------- | ------ | ------ |
|                                           | Bénédicte Boiron         | DVD                      | 803          | 42,87        | 1 132       | 54,55       | 22     | 2      |
| Trébeurden C vous liste d'union communale |                          |                          | 803          | 42,87        | 1 132       | 54,55       | 22     | 2      |
|                                           | Alain Faivre,            | PS-PCF                   | 713          | 38,06        | 822         | 39,61       | 5      | 0      |
| Vivons Trébeurden                         |                          |                          | 713          | 38,06        | 822         | 39,61       | 5      | 0      |
|                                           | Gilles Boillot           | DVG                      | 238          | 12,70        | 121         | 5,83        | 0      | 0      |
| Trébeurden - Ensemble - Autrement         |                          |                          | 238          | 12,70        | 121         | 5,83        | 0      | 0      |
|                                           | Gabriel Lopez            | DVD                      | 119          | 6,35         |             |             |        |        |
| Trébeurden, le défi                       |                          |                          | 119          | 6,35         |             |             |        |        |
|                                           |                          |                          |              |              |             |             |        |        |
| Votes valides                             | Votes valides            | Votes valides            | 1 873        | 97,45        | 2 075       | 97,69       |        |        |
| Votes blancs                              | Votes blancs             | Votes blancs             | 28           | 1,46         | 26          | 1,22        |        |        |
| Votes nuls                                | Votes nuls               | Votes nuls               | 21           | 1,09         | 23          | 1,08        |        |        |
| Total                                     | Total                    | Total                    | 1 922        | 100          | 2 124       | 100         | 27     | 2      |
| Abstention                                | Abstention               | Abstention               | 1 709        | 47,07        | 1 504       | 41,46       |        |        |
| Inscrits / participation                  | Inscrits / participation | Inscrits / participation | 3 631        | 52,93        | 3 628       | 58,54       |        |        |

### Trégueux
- Maire sortante : Christine Métois-Le Bras (app. PS)
- 29 sièges à pourvoir au conseil municipal (population légale 2017 : - habitants)
- 4 sièges à pourvoir au conseil communautaire (CA Saint-Brieuc Armor Agglomération)

| Tête de liste                | Tête de liste             | Liste          | Premier tour | Premier tour | Sièges | Sièges |
| Tête de liste                | Tête de liste             | Liste          | Voix         | %            | CM     | CC     |
| ---------------------------- | ------------------------- | -------------- | ------------ | ------------ | ------ | ------ |
|                              | Christine Métois-Le Bras, | PS-PCF-UDB     | 1 681        | 100,00       | 29     | 4      |
| Avec nous, pour Trégueux     |                           |                | 1 681        | 100,00       | 29     | 4      |
|                              |                           |                |              |              |        |        |
| Inscrits                     | Inscrits                  | Inscrits       | 6 215        |              |        |        |
| Abstentions                  | Abstentions               | Abstentions    | 4 220        | 67,90        |        |        |
| Votants                      | Votants                   | Votants        | 1 995        | 32,10        |        |        |
| Blancs et nuls               | Blancs et nuls            | Blancs et nuls | 314          | 15,74        |        |        |
| Exprimés                     | Exprimés                  | Exprimés       | 1 681        | 84,26        |        |        |
| * Liste de la maire sortante |                           |                |              |              |        |        |

### Trélivan
- Maire sortant : Claude Le Borgne (PCF), ne se représente pas[156]
- 23 sièges à pourvoir au conseil municipal (population légale 2017 : - habitants)
- 2 sièges à pourvoir au conseil communautaire (CA Dinan Agglomération)

| Tête de liste               | Tête de liste    | Liste          | Premier tour | Premier tour | Sièges | Sièges |
| Tête de liste               | Tête de liste    | Liste          | Voix         | %            | CM     | CC     |
| --------------------------- | ---------------- | -------------- | ------------ | ------------ | ------ | ------ |
|                             | Suzanne Lebreton | PCF-PS-UDB     | 808          | 100,00       | 23     | 2      |
| Agir ensemble pour Trélivan |                  |                | 808          | 100,00       | 23     | 2      |
|                             |                  |                |              |              |        |        |
| Inscrits                    | Inscrits         | Inscrits       | 2 151        |              |        |        |
| Abstentions                 | Abstentions      | Abstentions    | 1 220        | 56,72        |        |        |
| Votants                     | Votants          | Votants        | 931          | 43,28        |        |        |
| Blancs et nuls              | Blancs et nuls   | Blancs et nuls | 123          | 13,21        |        |        |
| Exprimés                    | Exprimés         | Exprimés       | 808          | 86,79        |        |        |

### Yffiniac
- Maire sortant : Michel Hinault (PS), ne se représente pas[158]
- 29 sièges à pourvoir au conseil municipal (population légale 2017 : - habitants)
- 2 sièges à pourvoir au conseil communautaire (CA Saint-Brieuc Armor Agglomération)

| Tête de liste               | Tête de liste  | Liste          | Premier tour | Premier tour | Sièges | Sièges |
| Tête de liste               | Tête de liste  | Liste          | Voix         | %            | CM     | CC     |
| --------------------------- | -------------- | -------------- | ------------ | ------------ | ------ | ------ |
|                             | Denis Hamayon  | PS-DVG         | 1 049        | 62,92        | 24     | 2      |
| Agir pour Yffiniac          |                |                | 1 049        | 62,92        | 24     | 2      |
|                             | Fernand Robert | DVD            | 618          | 37,07        | 5      | 0      |
| Ensemble imaginons Yffiniac |                |                | 618          | 37,07        | 5      | 0      |
|                             |                |                |              |              |        |        |
| Inscrits                    | Inscrits       | Inscrits       | 3 467        |              |        |        |
| Abstentions                 | Abstentions    | Abstentions    | 1 743        | 50,27        |        |        |
| Votants                     | Votants        | Votants        | 1 724        | 49,73        |        |        |
| Blancs et nuls              | Blancs et nuls | Blancs et nuls | 57           | 3,31         |        |        |
| Exprimés                    | Exprimés       | Exprimés       | 1 667        | 96,69        |        |        |